# Militärakademie
Eine Militärakademie, auch Kriegsakademie, Führungsakademie oder Generalstabsakademie, ist eine höhere oder höchste militärische Lehreinrichtung zur Qualifizierung (Aus-, Fort- und Weiterbildung) vornehmlich von Offizieren der Streitkräfte und anderer bewaffneter Kräfte in den verschiedenen Staaten.
Zugleich können sie als wissenschaftliche Zentren zur Forschungsarbeit für Probleme der Sicherheitspolitik und des Militärwesens herangezogen werden.
In einigen Ländern tragen auch die Einrichtungen zur Ausbildung von Offizieranwärtern die Bezeichnung Militärakademie oder Marineakademie oder Verteidigungsuniversität.

## Auftrag
Der Zweck einer Militärakademie besteht darin, Offiziere für die Ausübung von Führungsfunktionen in den verschiedenen Teilstreitkräften in den Ebenen ab Bataillon (und Gleichgestellte) aufwärts sowie für Spezialverwendungen oder die Verwendung in höheren Stäben der Landes- und Bündnisverteidigung zu qualifizieren.
Im Unterschied dazu verfolgen die Militärakademien für die Generalstabsausbildung von Offizieren und Generalen/Admiralen (z. B. Akademie des Generalstabes oder Generalstabsakademie, Führungsakademie) den ganzheitlichen sicherheitspolitischen Ansatz im Lehrprogramm und sind die höchsten militärischen Lehreinrichtungen.
Gewöhnlich wird jeder Teilstreitkraft und weiteren militärischen Führungsbereichen eine spezifische Militärakademie (z. B.: Seekriegsakademie, Militärmedizinische Akademie, Sanitätsakademie) zugeordnet.
Die Qualifizierung beinhaltet die jeweils auf die Teilstreitkraft bezogene, truppen-, waffen- und gattungsspezifischen Fächer und andere spezialfachliche Lehranteile zur Herausbildung von Fachkompetenz, methodischer und (fremd-)sprachlicher Kompetenz zur Führung sowie Praxiskompetenz für die künftigen Verwendungen.
Mit unterschiedlichem Anteil und Umfang sind Militärakademien in die Forschung in den Bereichen der Militärwissenschaften, Sozialwissenschaften und Technikwissenschaften einbezogen.

## Geschichte

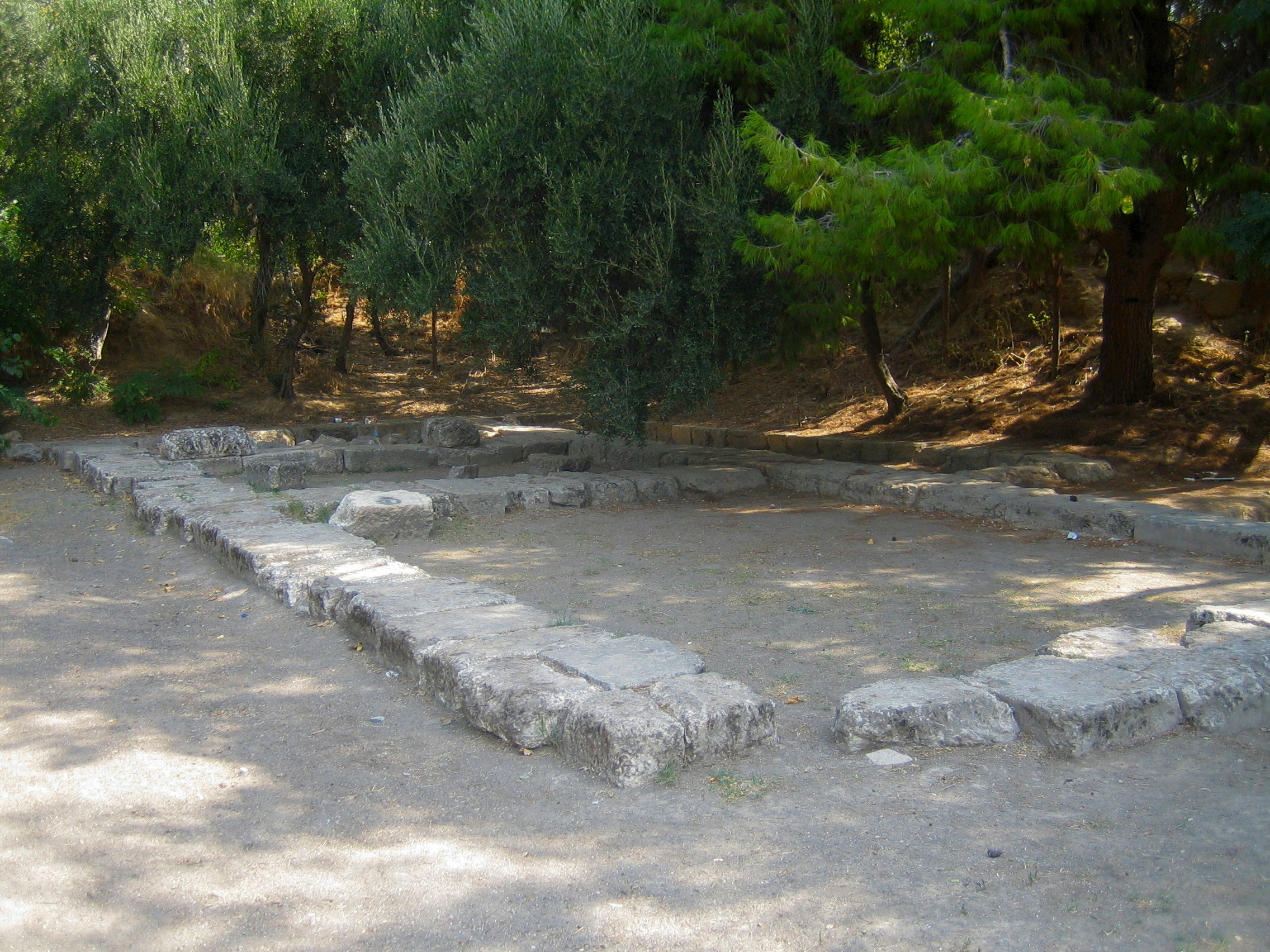
Archäologische Ausgrabung der Platonischen Akademie im heutigen Athener Stadtteil Akadimia Platonos

Auf Platons Akadḗmeia geht der neuzeitliche Begriff Akademie für wissenschaftliche oder künstlerische Hochschulen sowie für Gelehrtenvereinigungen, etwa die Akademie der Wissenschaften, zurück.
Der Begriff bezeichnet ursprünglich den Platz, wo die Platonische Akademie (altgriechisch Άκαδήμεια Akadḗmeia oder Άκαδημία Akadēmía, latinisiert Academia), die von Platon gegründete antike Philosophenschule in Athen, die älteste und langlebigste Institution dieser Art in Griechenland, verortet wird – bei dem Akademeia genannten Hain des attischen Heros Akademos.

### Vorgeschichte in deutschsprachigen Ländern
Im Laufe der Geschichte gab es verschiedene Formen von Militärschulen mit vollkommen unterschiedlichen Zielrichtungen.
Einige hatten eine „vormilitärische“ Ausbildung zum Ziel, wie die Pagenschule in Kassel (1596–1598) oder später Kadettenanstalten. Andere bildeten Offizieranwärter bis zu ihrer Offiziersernennung aus (wie Marineakademien) und manche hatten die weitere Qualifizierung höherer Offiziere zum Ziel (wie Kriegsakademien).

Königl. Kadettenhaus zu Stolp um 1793
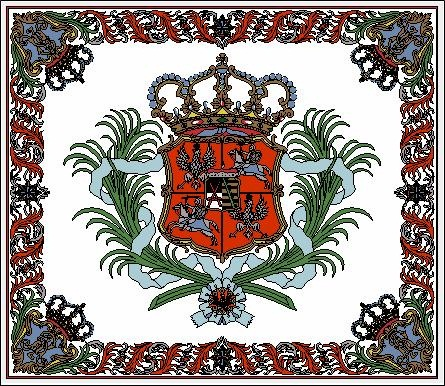
Kadetten-Korps Sachsen Standarte 1747–1865
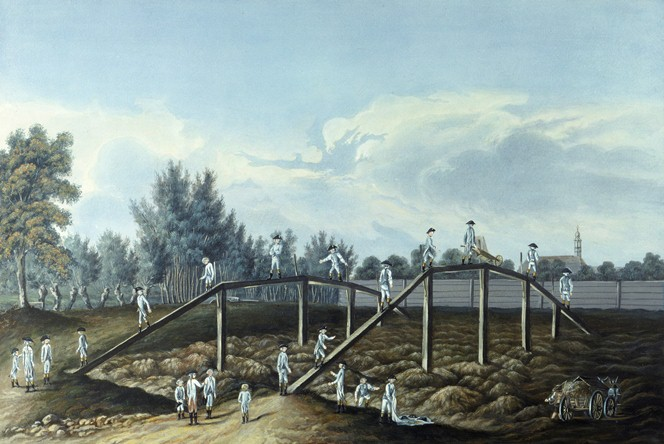
MilitärAk. Wiener Neust., Kadettenübung 1785/93, B. Albrecht, HGM Wien

Im deutschsprachigen Raum des Heiligen Römischen Reiches wurden die ersten Lehranstalten zur militärischen Aus- und Weiterbildung von Offizieren am Ende des 16. Jahrhunderts errichtet. Ihre Gründung erfolgte im Zusammenhang mit dem Aufbau fest organisierter und disziplinierter (stehender) Heere und der Stärkung der Landesverteidigung (Landesdefension). Fortschritte in der Waffentechnik bewirkten Veränderungen in der Kriegskunst. Das feudale Militärwesen wurde zudem von Ideen der frühbürgerlichen Aufklärung beeinflusst.

### Adelsschulen und Ritterakademien
Die früheste Erwähnung finden die Pfälzische Adelsschule in Selz (frz. Seltz, 1575–1577) und die Adelsakademie in Sedan (um 1590) sowie eine Ritterakademie in Tübingen (Collegium illustre, 1596–1684). In Brandenburg und in Bayern entstanden ebenfalls Ritter-Akademien für die militärische Ausbildung junger Adliger.

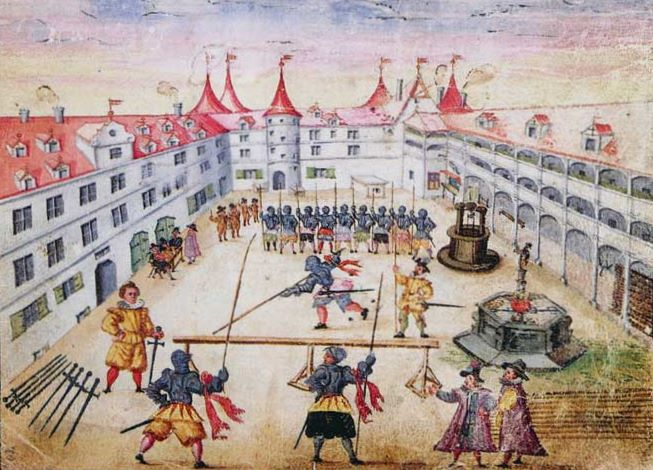
Ritterakademie Tübingen Fußturnier, (1602) H. Ph. Greter
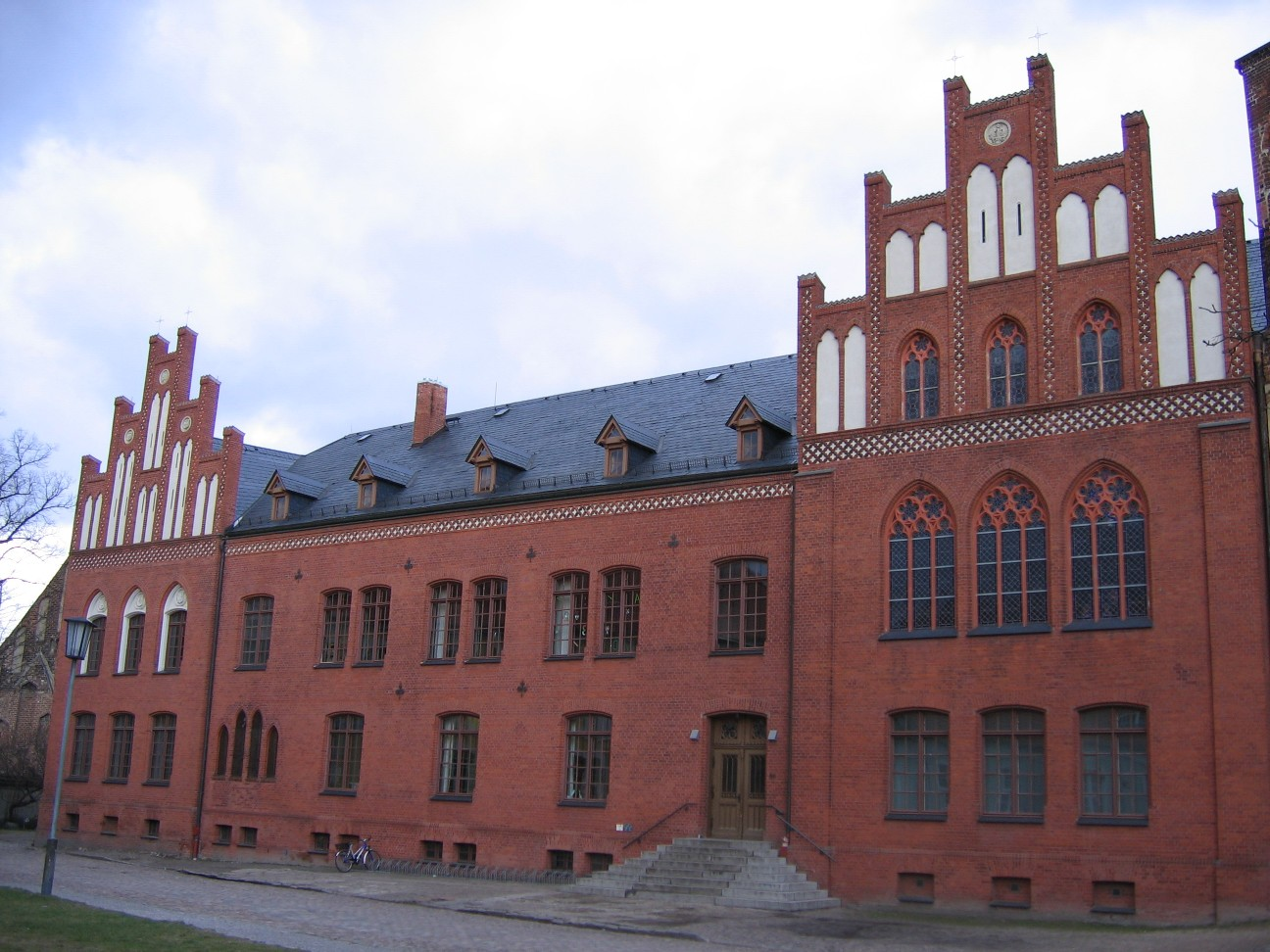
Ritterakademie Brandenburg an d. Havel (2006)
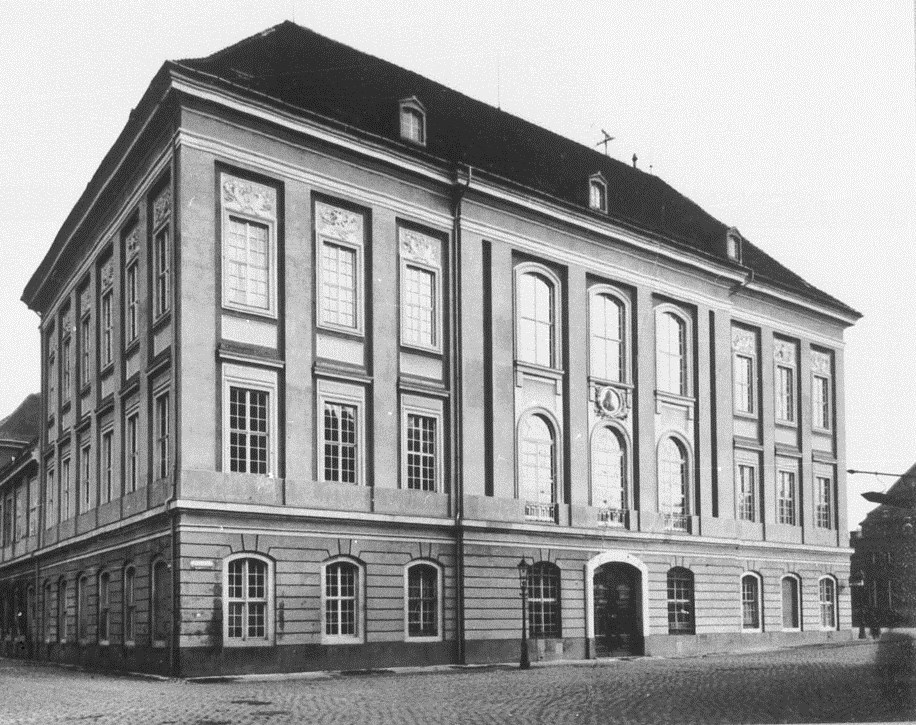
Ritterakademie Dresden, Wackerbarth-Palais, (1728) J. Ch. Knöffel

In den Lehrplänen all dieser Anstalten dominierten allgemeinbildende Fächer, darunter alte und neue Sprachen sowie Naturwissenschaften. Militärische Wissensgegenstände wurden vor allem in Mathematik, Befestigungskunst, Artilleriewissenschaft und Taktik vermittelt; hinzu kamen Reit- und Fechtausbildung sowie Waffenübungen.

### Kriegsschulen und Akademien – 17./18. Jahrhundert
Zu den ältesten Akademien gehört die Kriegsschule des Grafen Johann VII. von Nassau-Siegen (1561–1623), die 1616 im Zeughaus des Oberen Schlosses in Siegen eröffnet wurde.
Sie bestand ebenso wie die 1624 in Gitschin (Jičin) vom kaiserlichen Feldherrn Albrecht von Wallenstein (1583–1634) geschaffene Friedländische Akademie jedoch nur wenige Jahre.
Im 18. Jahrhundert erforderten die Fortschritte in der Organisation der stehenden Heere und Waffengattungen, vor allem der Artillerie, sowie die Entwicklung des Befestigungswesens mehr ausgebildete Offiziere. Mit diesem Ziel wurden errichtet:
- in Wien 1717 eine Ingenieurschule;
- in Dresden 1742 eine Ingenieurschule und 1766 eine Artillerie-Akademie, beide 1816 vereinigt zur Militärakademie;
- in Berlin 1788 eine Ingenieur- und 1791 eine Artillerie-Akademie.

Neben diesen waffentechnisch orientierten Akademien gab es noch allgemeine Akademien, die vor allem junge Adlige auf den Offiziersberuf vorbereiteten und Offiziere weiterbildeten. Dazu gehörten:
- die von 1705 bis 1713 wirkende Ritter-Akademie in Berlin;
- die von 1711 bis 1744 bestehende Ritter-Akademie in Kloster Ettal;

Die ältesten Militärakademien sind:

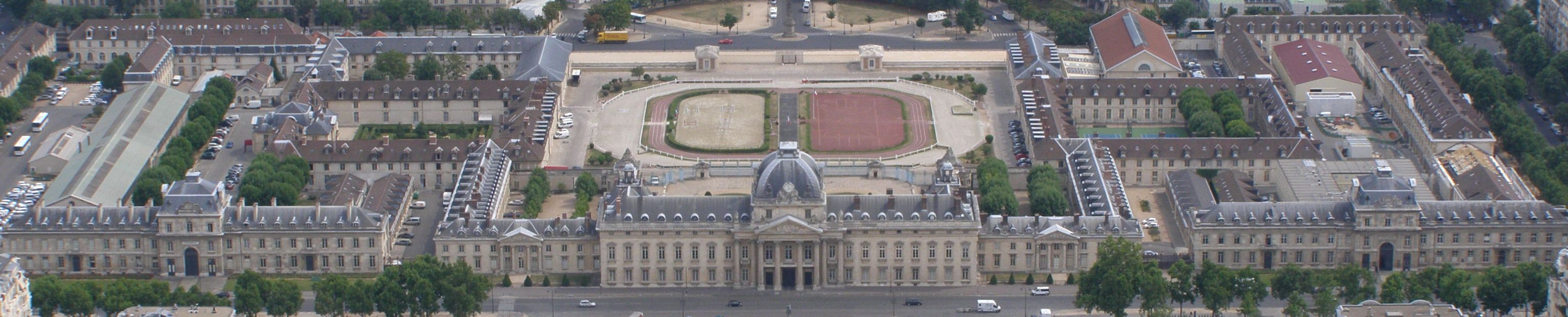
École militaire in Paris

- die Theresianische Militärakademie in Wiener Neustadt und die École Militaire in Paris, die beide im Jahr 1751 gegründet wurden.
- die 1765 in Berlin geschaffene Königliche neue Ritter-Akademie;
- die 1790 gegründete Militärakademie in München.[8]

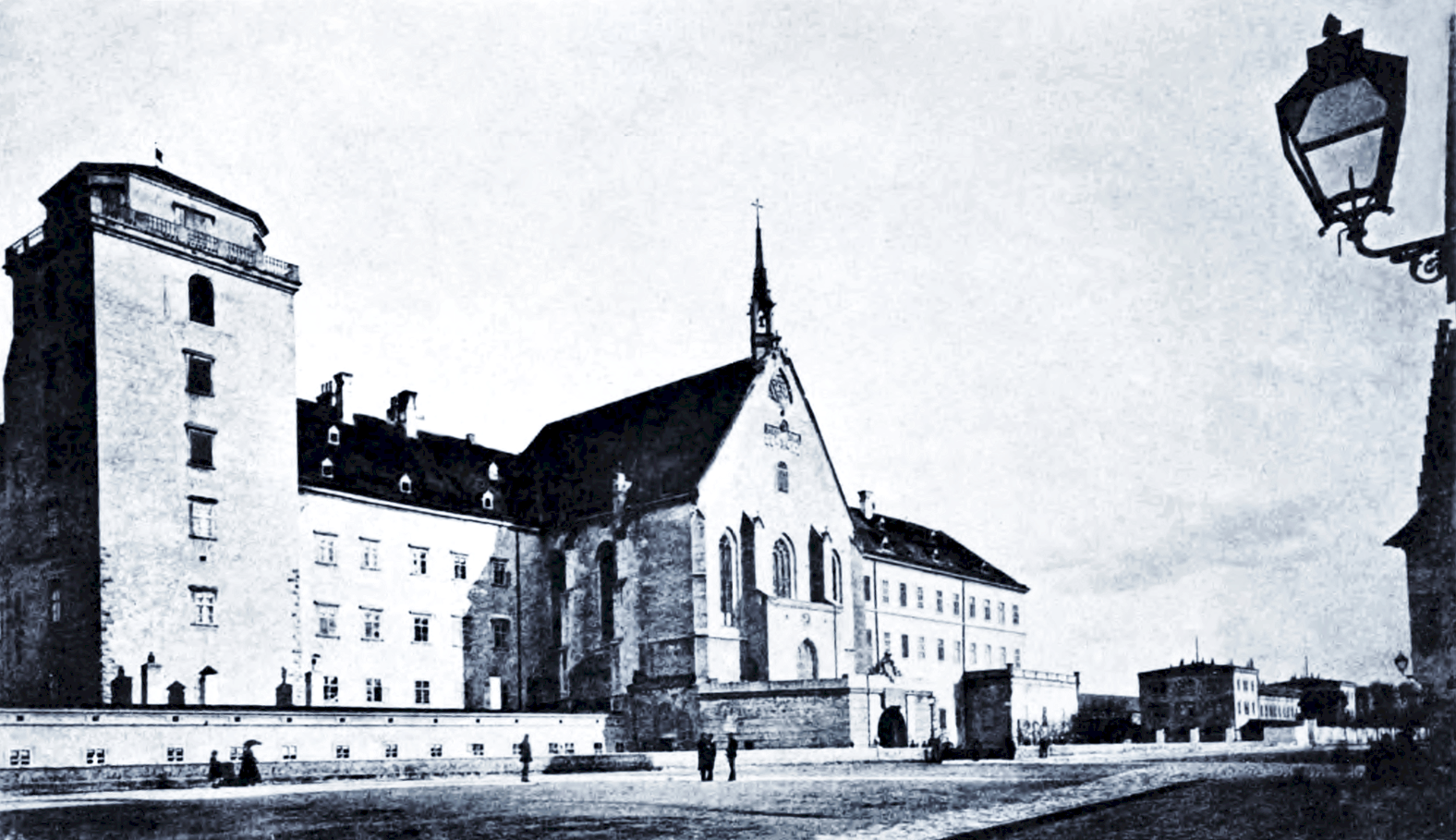
Theresianische Militärakademie vor 1870
Theresianische Militärakademie vor 1894
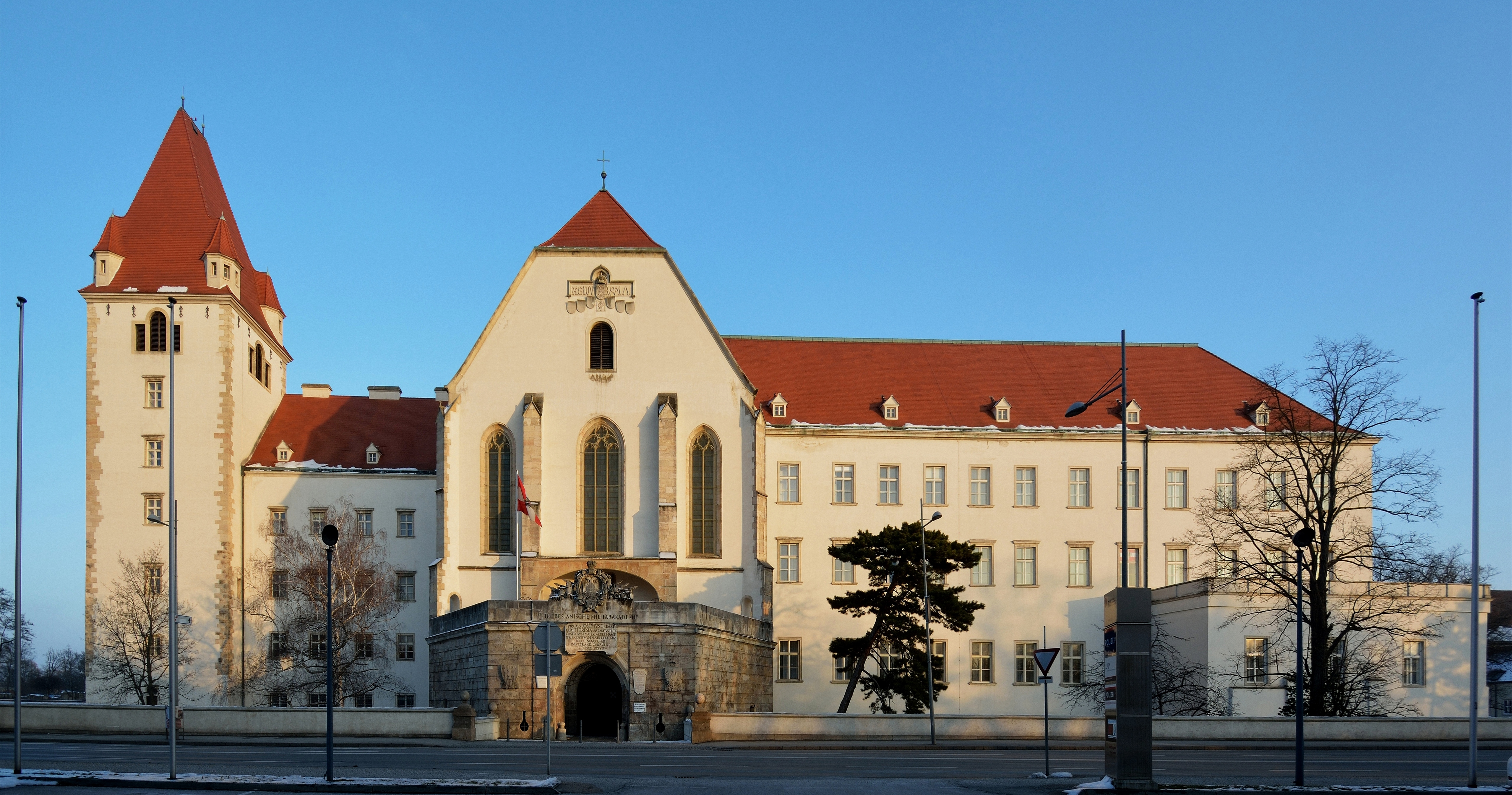
Burg von Wiener Neustadt

### Militärische Ausbildung der Offiziere – 19. Jahrhundert

#### Einfluss der Heeresreformbewegung
An der Wende vom 18. zum 19. Jahrhundert bewirkten die Koalitionskriege den Aufbau von Massenheeren. Das erforderte die durchgängige Ausbildung aller Offiziere. Diese Tendenz verstärkte sich noch durch den wachsenden Einfluss der sich im 19. Jahrhundert rasch entwickelnden Natur- und Gesellschaftswissenschaften sowie der Technik auf das Militärwesen.
Das militärische Bildungswesen wurde durch eine Heeresreformbewegung begünstigt, die durch eine verbesserte Erziehung und Bildung der Offiziere die Missstände in den stehenden Söldnerheeren zu beseitigen suchte. In den Lehrplänen der Akademien hatten weiterhin allgemeinbildende Fächer einen hohen Anteil.
Den Anforderungen an eine höhere Bildungsanstalt für Offiziere am nächsten kam die 1801 in Berlin unter Oberstleutnant der Artillerie Gerhard Scharnhorst (1755–1813) gegründete Lehranstalt für junge Infanterie- und Kavallerieoffiziere. Im Jahr 1804 war Oberst Gerhard von Scharnhorst die Seele der durchgeführten Neuorganisation, die zur Bildung eines Lehrinstituts für die Berliner Inspektion sowie der Akademie für junge Offiziere führte.

#### Militärische Fort- und Weiterbildung in Preußen
Neuerungen in der Organisation, Gliederung und Ausbildung der Streitkräfte und in Folge die volle Herausbildung von Generalstäben und Kriegsministerien erforderten neben der durchgängigen Ausbildung aller Offiziere auch eine hohe Zahl speziell ausgebildeter, fort- und weitergebildeter Offiziere. Im Verlauf der Militärreformen (1807–1815) in Preußen wurde auf Initiative von Scharnhorst im Jahr 1810 mit der Allgemeinen Kriegsschule (seit 1859 Kriegsakademie) erstmals eine Akademie als höchste militärische Lehreinrichtung geschaffen.

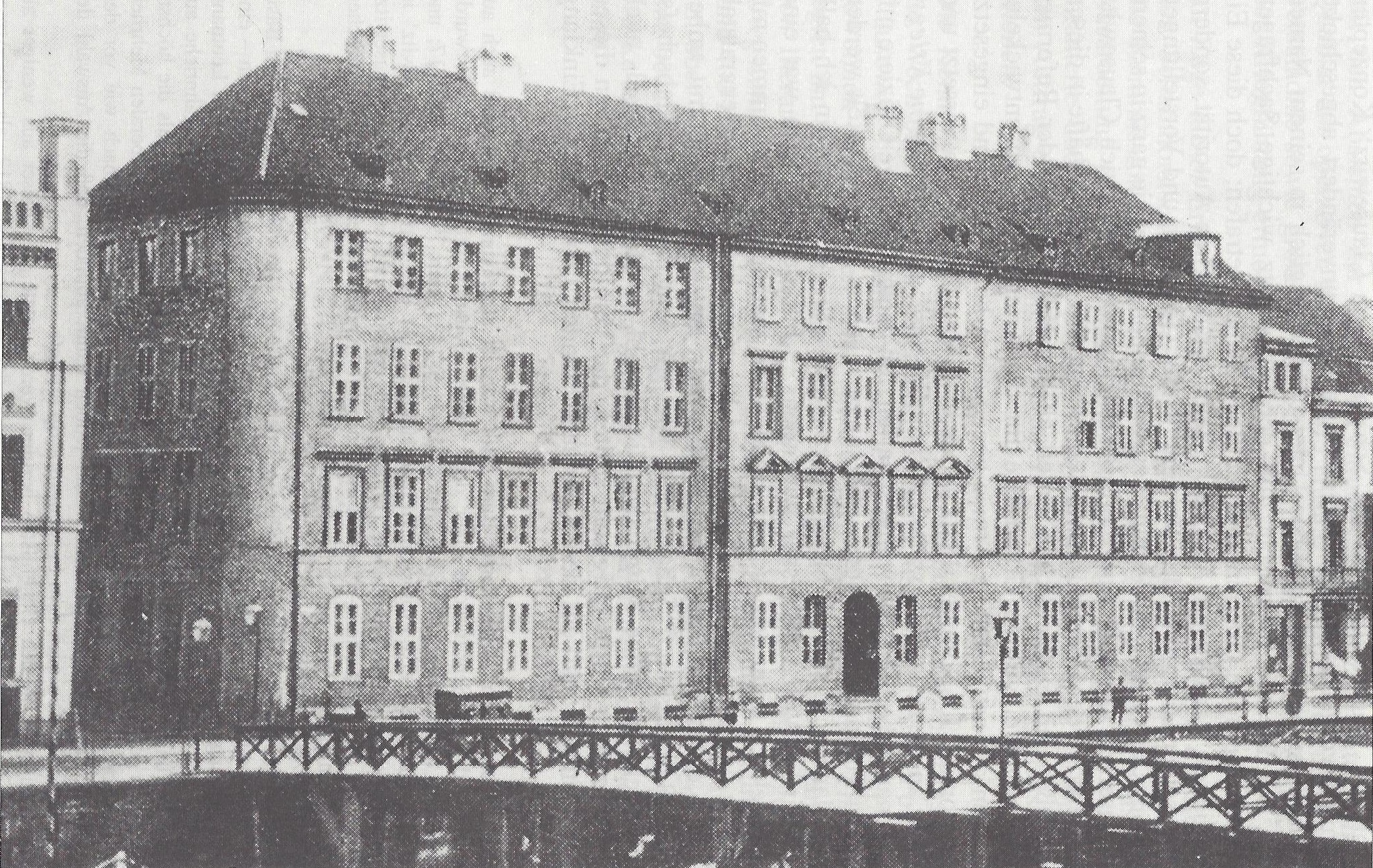
Gebäude der Allgemeinen Kriegsschule zu Berlin, Burgstr. 19, Berlin vor 1883

Die Allgemeine Kriegsschule besuchten vorwiegend Infanterie- und Kavallerieoffiziere. Ihre Aufgabe war, Offiziere für die höhere Adjutanten-Laufbahn, den Generalstab und als Lehrer für die Offiziersschulen (Kriegsschulen) fort- und weiterzubilden. Artillerie- und Pionieroffiziere besuchten zur militärfachlichen Qualifizierung zumeist den zweiten (höheren) Kurs der im Jahr 1815 in Berlin gegründeten vereinigten Artillerie- und Ingenieurschule, die sowohl den Charakter einer Offiziersschule als auch den einer Akademie besaß.
(Berlin, 1859–1919)

#### Höhere Offiziersausbildung in Baden, Bayern, Hannover, Sachsen
Auch andere Staaten des Deutschen Bundes errichteten Akademien und reorganisierten bestehende Bildungsinstitutionen, um den neuen Anforderungen zu entsprechen:

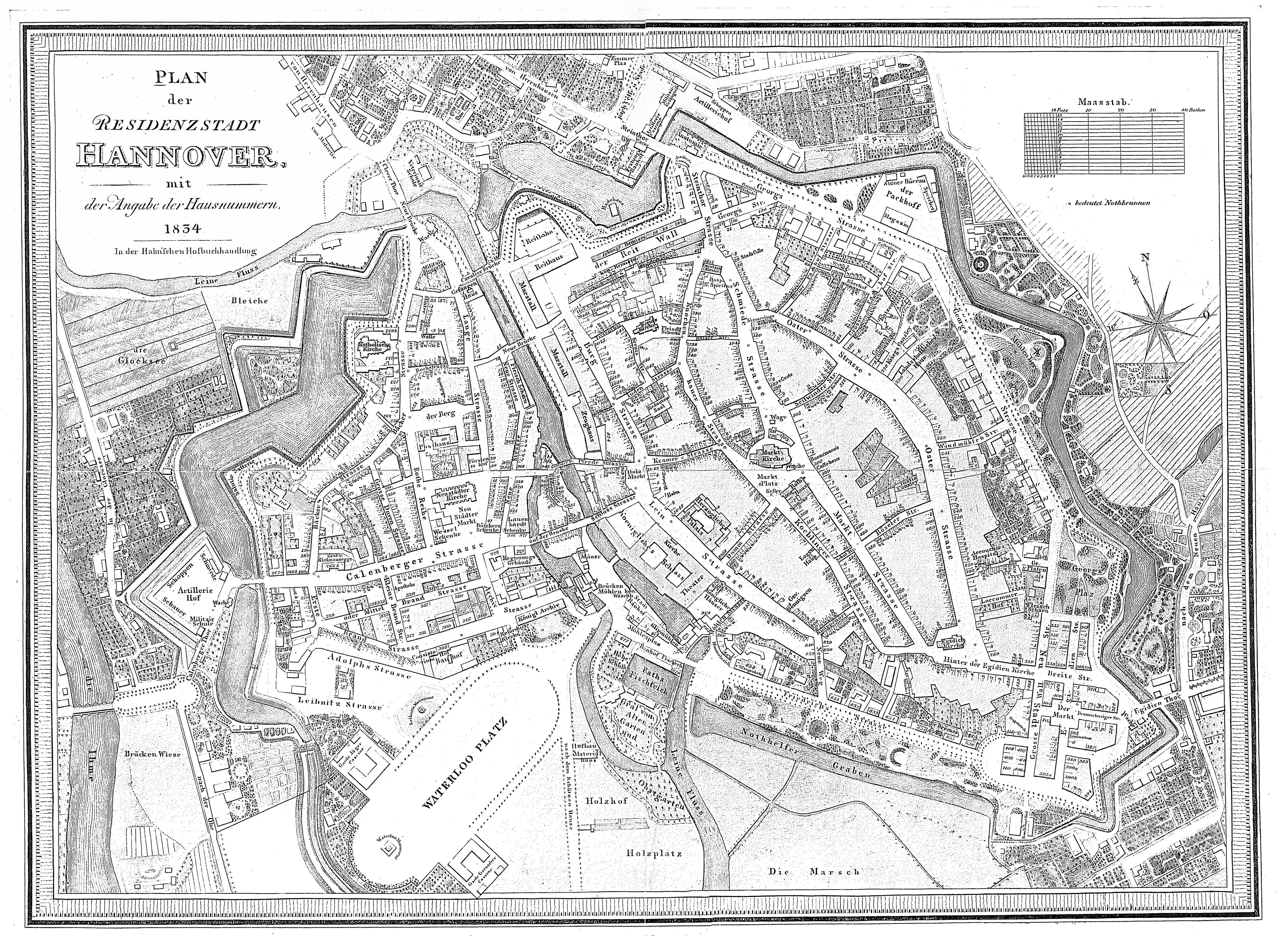
Stadtplan Hannover 1834; auf dem westlichsten Ravelin in Verlängerung d. Calenberger Straße die „Militärschule“

- Die sächsische Militärakademie entstand im Jahr 1816 aus dem Zusammenschluss der Ingenieur- und Artillerieschule und führte von 1819 bis 1866 mehrfach 2-jährige Kurse zur Ausbildung von Generalstabsoffizieren und höheren Kommandeuren durch.

- In Hannover bestand von 1824 bis 1834 eine Generalstabsakademie, deren Lehrgänge 5 Jahre dauerten; sie wurde 1834 mit der früher geschaffenen Militärakademie vereinigt.
- Baden richtete 1831/32 eine Höhere Kriegsschule mit 3-Jahres-Kursen ein.

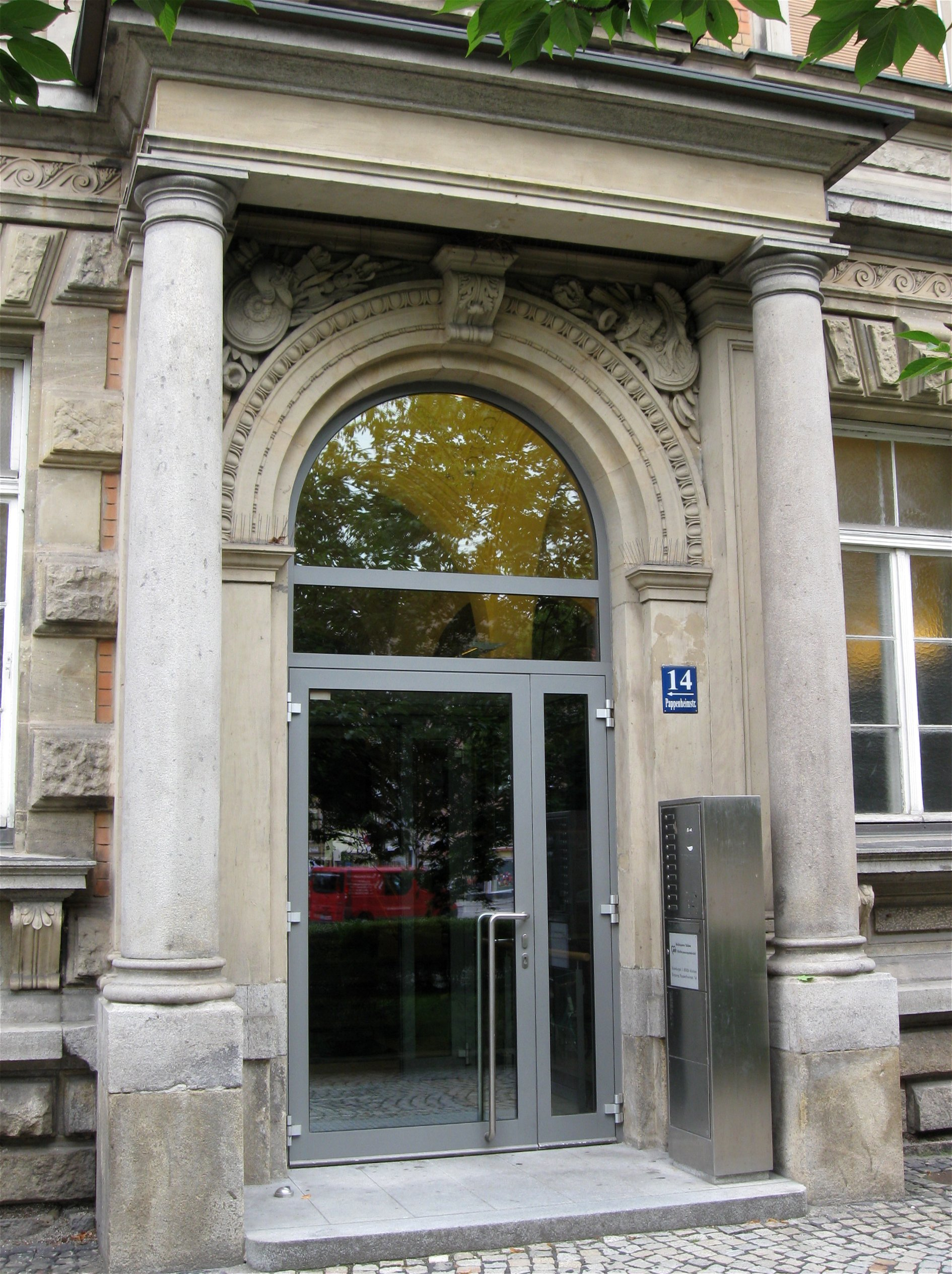
Portal der ehemaligen Bayer. Kriegsakademie, Pappenheimstraße 14
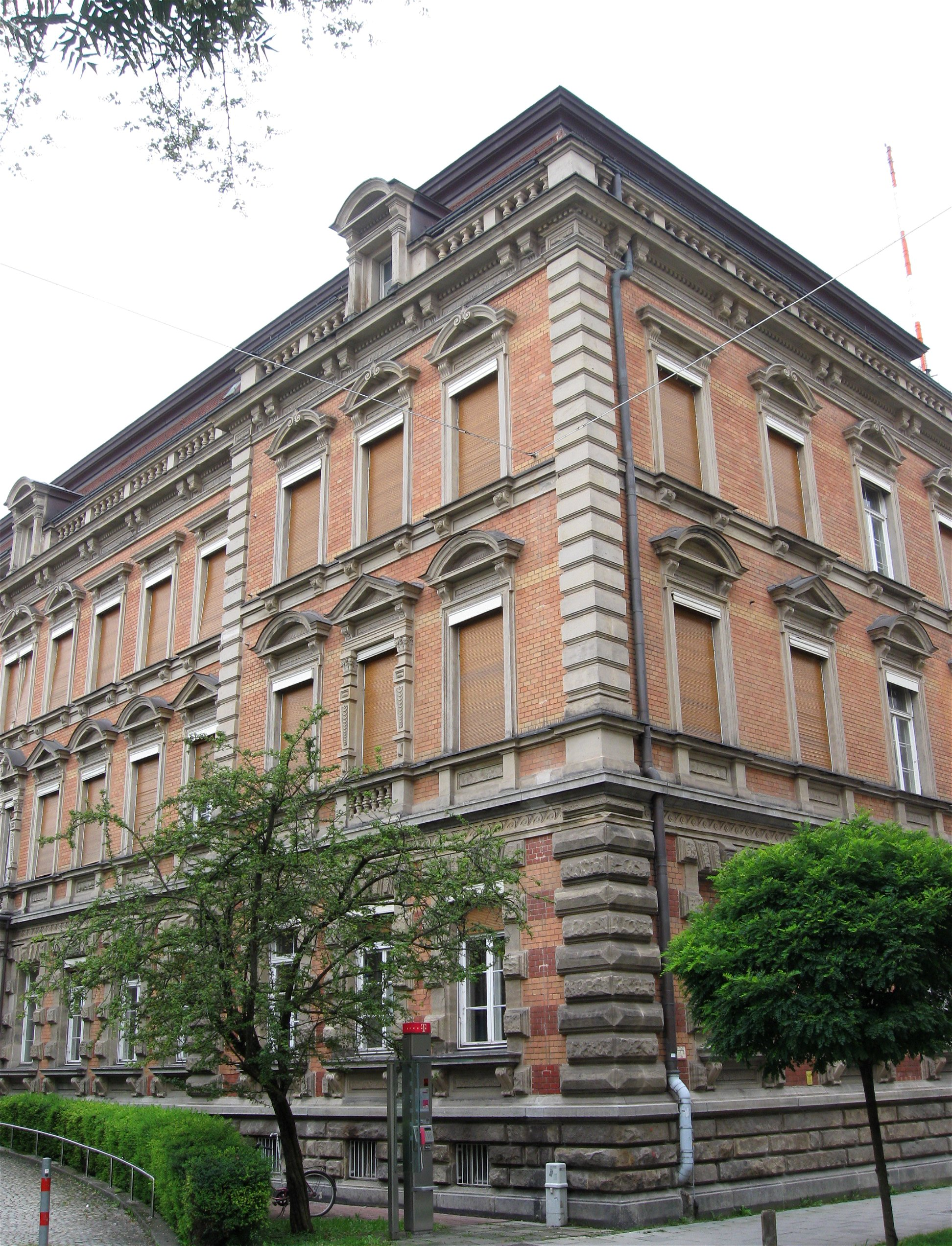
Gebäude d. ehemaligen Bayer. Kriegsakademie, München

In der zweiten Hälfte des 19. Jahrhunderts beeinflussten vor allem die Erfahrungen des Krimkrieges (1853–1856) und der preußisch-deutschen Kriege (1864, 1866, 1870/71) sowie das nach 1871 einsetzende Wettrüsten die weitere Entwicklung des höheren militärischen Bildungswesens.
Nach preußischem Vorbild entstand 1867 die bayerische Kriegsakademie in München. Sie bestand für das bayerische Heer auch nach 1871 weiter, als die preußische Kriegsakademie die Ausbildung der Generalstabsoffiziere und höheren Kommandeure aller Bundesstaaten des Deutschen Reiches übernahm.

#### Höhere Offiziersausbildung in anderen europäischen Staaten
Im Laufe des 19. Jahrhunderts gründeten andere europäische Staaten ebenfalls Akademien als höchste militärische Bildungsstätten. Für die Landstreitkräfte (das Heer) wurden entsprechende Einrichtungen z. B. in den Jahren 1830 und 1855 in Russland, im Jahr 1858 in Großbritannien und im Jahr 1878 in Frankreich geschaffen.
In Österreich wurde im Jahr 1852 eine Akademiecharakter tragende Kriegsschule für die Aus- und Weiterbildung von Stabsoffizieren gegründet.

### Militärtechnische Ausbildung – 19./20. Jahrhundert
Die maritime Rüstung des deutschen Kaiserreiches wurde im Jahr 1872 durch die Errichtung einer Marineakademie in Kiel mit vorbereitet. Die Akademie bildete Offiziere vor allem für den Admiralstabsdienst heran. Der Lehrplan schloss militärische und technisch-naturwissenschaftliche Fächer ein, wobei nach dem Jahr 1900 der Anteil der letzteren zugunsten der militärischen Fächer sank.

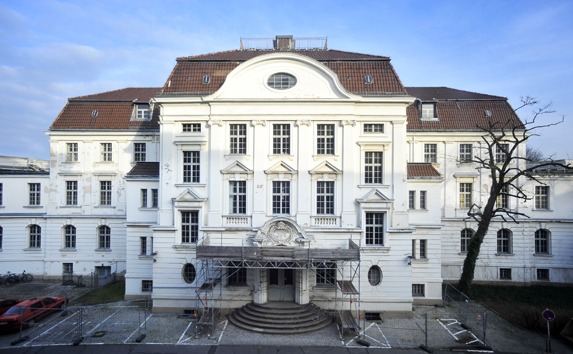
Der Cranzbau (1904/05) an der Hertzallee, Nachfolgebau für die ehemalige Militärtechnische Akademie

Im Zusammenhang mit der raschen Entwicklung der Militärtechnik wurde 1903 in Berlin eine Militärtechnische Akademie mit dem Ziel errichtet, Offiziere der Artillerie, der Pioniere und anderer technischer Waffengattungen theoretisch aus- und weiterzubilden. Die Akademie leistete in begrenztem Umfang militärtechnische Untersuchungen und Forschungsarbeit. Im Jahr 1907 wurde ihr die vereinigte Artillerie- und Ingenieurschule angegliedert.
Der Besuch der Militärtechnischen Akademie fand im Offizierskorps wenig Anklang. Die Weiterbildung erfolgte in größerem Maße durch die verschiedenen Lehrgänge, z. B. der Artillerieoffiziere an der Artillerieschießschule Jüterbog.
(Berlin, 1876 bis 1918)

### Kriegsfolgen in der Offiziersausbildung – Anfang 20. Jahrhundert
Nach Kriegsausbruch 1914 stellten die deutschen Akademien den Lehr- und Dienstbetrieb vorübergehend ein. Die personellen Verluste in den Jahren 1914/15 sowie die Neuaufstellungen von Verbänden und Kommandobehörden führten jedoch zu einem Mangel an ausgebildeten Stabsoffizieren und Kommandeuren. Ab dem Jahr 1916 wurden deshalb Kurzlehrgänge der Kriegsakademie durchgeführt.
In den meisten europäischen Staaten bestanden seit dem Ersten Weltkrieg ebenfalls derartige Akademien für die Streitkräfte und die Gesamtkriegsführung, so in Großbritannien das Imperial Defence College.
Die Bestimmungen des Versailler Vertrages (1919) untersagten dem deutschen Militär, Akademien zu unterhalten und Generalstabsoffiziere auszubilden. Die Reichswehr umging dieses Verbot durch die Führergehilfenausbildung mittels der sogenannten „Reinhardt-Kurse“.
In Auswertung der Erfahrungen des Ersten Weltkrieges delegierte sie außerdem eine Anzahl Offiziere nach bestandener Wehrkreisprüfung zur sogenannten waffentechnischen Sonderausbildung an zivile Universitäten und Hochschulen zum Studium solcher Fächer wie Brückenbau, Ballistik, Motoren- und Flugzeugbau. Diese Offiziere stellten die Kader für die technischen Generalstabsbereiche der geplanten deutschen Streitkräfte sowie für die Leitung der Waffen- und Geräteentwicklung.

### Militärakademische Ausbildung der Sowjetunion – 1918 bis 1945
Nach der Gründung der Roten Arbeiter- und Bauern-Armee (Rote Armee, RKKA) im Jahr 1918 wurden die ersten Akademien auf Anordnung W. I. Lenins (1870–1924) in Moskau und Petrograd (ab 1924 Leningrad) eröffnet.
Als erste nahm im Dezember 1918 die Akademie des Generalstabes der RKKA ihre Arbeit auf. Weitere Akademien entstanden im Zusammenhang mit der Militärreform (1924–1928) und der technischen Neuausrüstung von Armee und Seekriegsflotte in den 1930er Jahren.
Ab Anfang der 1920er Jahre entwickelte sich im Geheimen eine enge Zusammenarbeit mit der deutschen Reichswehr. Außenpolitisch befürwortete der Chef der Heeresleitung Generaloberst Hans von Seeckt eine Zusammenarbeit mit der Sowjetunion, da er mit einem baldigen neuen Krieg gegen Frankreich und Polen rechnete. Im Herbst 1923 war der erfahrene Militärführer der RKKA Michail Nikolajewitsch Tuchatschewski nach Berlin abkommandiert. Er nahm in den folgenden Wochen als Verbindungsmann der Roten Armee direkten Kontakt zur Reichswehrführung auf, um die schon bestehende militärische Zusammenarbeit weiter zu vertiefen. Unter seiner Schirmherrschaft forschten Militärwissenschaftler Russlands zusammen mit der Reichswehr im Geheimen an neuen Waffensystemen und Einsatzmethoden, bis im Mai 1933 die Rote Armee ihre Zusammenarbeit mit der Reichswehr einstellte.
Deutschland unterstützte die Entwicklung moderner Technologien und den Aufbau der sowjetischen Industrie. Einerseits erhielten Kommandeure der Roten Armee eine Generalstabsausbildung (Führergehilfenausbildung) in Deutschland, andererseits konnten deutsche Flieger- und Panzerspezialisten auf sowjetischem Boden bis zum Jahr 1933 eine Ausbildung absolvieren.
Bis Mitte 1941 erhöhte sich die Zahl auf 19 Militärakademien. Neben der Akademie des Generalstabes, der Militärpolitischen Akademie „W. I. Lenin“ und der Militärtechnischen Akademie „F. E. Dzierzynski“ gab es Akademien der Teilstreitkräfte, Waffengattungen, Spezialtruppen und Dienste, außerdem 7 Seekriegshochschulen und 10 militärische Fakultäten an zivilen Hochschulen.
An den sowjetischen Akademien wurden auch militärische Kader der internationalen, revolutionären Arbeiterbewegung und der nationalen Befreiungsbewegung aus verschiedenen Ländern ausgebildet. Sie kämpften im Spanienkrieg (1936–1939) und im antifaschistischen Widerstands- und Partisanenkampf während des Zweiten Weltkrieges.

### Militärakademische Ausbildung der Wehrmacht – 1933 bis 1945
Der Machtübernahme und Errichtung der nationalsozialistischen Diktatur in Deutschland folgte der offene Bruch des Versailler Vertrages. Im Jahr 1935 wurden die Kriegsakademie und die Marineakademie wiedereröffnet sowie die Luftkriegsakademie und die Lufttechnische Akademie (beide in Berlin) als höhere Bildungsanstalten für die Luftwaffe neu geschaffen.
Die beiden Luftwaffenakademien sollten sowohl Fort- und Weiterbildung leisten, als auch an der Lösung technischer und militärischer Probleme der Entwicklung dieser Teilstreitkraft sowie an der geplanten Luftkriegführung mitarbeiten. Die Lehrgänge an der Luftkriegsakademie dauerten 2 Jahre und schlossen kurze Truppenkommandos und sogenannte Belehrungsreisen ein.
Die Lufttechnische Akademie hatte zunächst die Ausbildung technischer Generalstabsoffiziere zum Ziel. Im Zuge der Aufrüstung der Luftwaffe wurde sie im Jahr 1938 als technische Einrichtung in die Luftkriegsakademie eingegliedert und die Tätigkeit ihrer Mitarbeiter auf die Unterstützung des Lehrprozesses ausgerichtet.
Die Aufgaben einer allgemeinen technischen Akademie erfüllte die an der Technischen Hochschule Berlin errichtete Wehrtechnische Fakultät. Außerdem wurden weiterhin Offiziere der Wehrmacht nach bestandener Aufnahmeprüfung für die Kriegsakademie zum Studium technischer und naturwissenschaftlicher Fächer an Universitäten und Hochschulen entsandt.
Im Jahr 1935 wurde als neue Bildungsstätte die Wehrmachtakademie eröffnet. Das Programm lehnte sich an die Vorläufer, die sogenannten „Reinhardt-Kurse“, an. In 1-Jahres-Lehrgängen erhielten hier Generalstabsoffiziere aller Teilstreitkräfte Unterricht in der Führung gemeinsamer Operationen und in der Gesamtkriegführung, während höhere Wehrmacht- und Staatsbeamte in Fragen der Versorgung und Sicherstellung der Streitkräfte unterwiesen wurden.
Die Oberbefehlshaber der 3 Teilstreitkräfte, die einen Bedeutungsverlust ihrer Akademien befürchteten, boykottierten diese Einrichtung weitgehend, so dass die Wehrmachtakademie zum 31. März 1938 wieder geschlossen wurde.

### Kriegsfolgen in der Offiziersausbildung – 1939 bis 1945
Mit Beginn des Zweiten Weltkrieges stellten die deutschen Akademien den Lehr- und Dienstbetrieb zunächst ein. Die Luftkriegsakademie wurde schon am 1. November 1939 wiedereröffnet. Sie führte bis Kriegsende 6 Lehrgänge unterschiedlicher Dauer durch, auf denen Fragen der Luftverteidigung und der Unterstützung des Heeres eine wachsende Rolle spielten.
Bereits im Jahr 1940 führte die Kriegsakademie jedoch wieder Kurse durch, die ab dem Jahr 1941 ständig erweitert werden mussten. Dazu zwangen vor allem die hohen Verluste an Kommandeurskadern im Krieg gegen die Sowjetunion und der rasch ansteigende Bedarf durch Neuaufstellung von Verbänden und Führungsstäben.
Ab dem Jahr 1943 nahm auch die Marineakademie ihre Kurse wieder auf, die jeweils 4 Monate dauerten.
Die Lufttechnische Akademie erhielt im Jahr 1942 ihre Selbstständigkeit unter der Bezeichnung Technische Akademie der Luftwaffe wieder zurück. Sie hatte die Aufgabe, den technischen Rückstand der deutschen Luftwaffe abbauen zu helfen. Da ab dem Jahr 1940 eine eigene Laufbahnrichtung Ingenieuroffizier in der Luftwaffe geschaffen worden war, begann dort ab dem Jahr 1944 ein Lehrgang zur Qualifizierung von Ingenieuren.

### Nachkriegsentwicklungen in Europa – nach 1945
Nach Kriegsende 1945 wurde das gesamte höhere militärische Bildungswesen durch die Erfahrungen des Zweiten Weltkrieges, die militärpolitischen Veränderungen in der Welt sowie seit den 1950er Jahren insbesondere durch die weitreichenden Wandlungen in der Militärtechnik mit ihren Auswirkungen auf die Streitkräfte und ihre Führungs- und Einsatzmethoden beeinflusst. Die Zahl der Akademien nahm zu, wobei sich eine wachsende Spezialisierung vollzog.

#### Entwicklungen im NATO-Bündnis
Das im Jahr 1951 auf Vorschlag von Dwight D. Eisenhower gegründete NATO Defense College (NDC) war als Militärakademie der NATO für Stabsoffiziere und Generale der Bündnisstreitkräfte zunächst in Paris untergebracht und wechselte ab dem Jahr 1966 nach Cecchignola, einem Stadtviertel im Süden von Rom (IT).
Die Akademien der NATO-Staaten stehen im engen Kontakt mit den Akademien der Bundeswehr (Bw). Dazu zählen die Führungsakademie der Bundeswehr (ab 1957 Bad Ems, seit 1958 Hamburg), die speziell an die ehemalige Kriegsakademie anknüpfte, sowie die Akademie des Sanitäts- und Gesundheitswesens der Bundeswehr (1963 München), ab dem Jahr 2013 neu gestaltet und umstrukturiert zur Sanitätsakademie der Bundeswehr (München).

Wappen FüAk der Bundeswehr, Hamburg
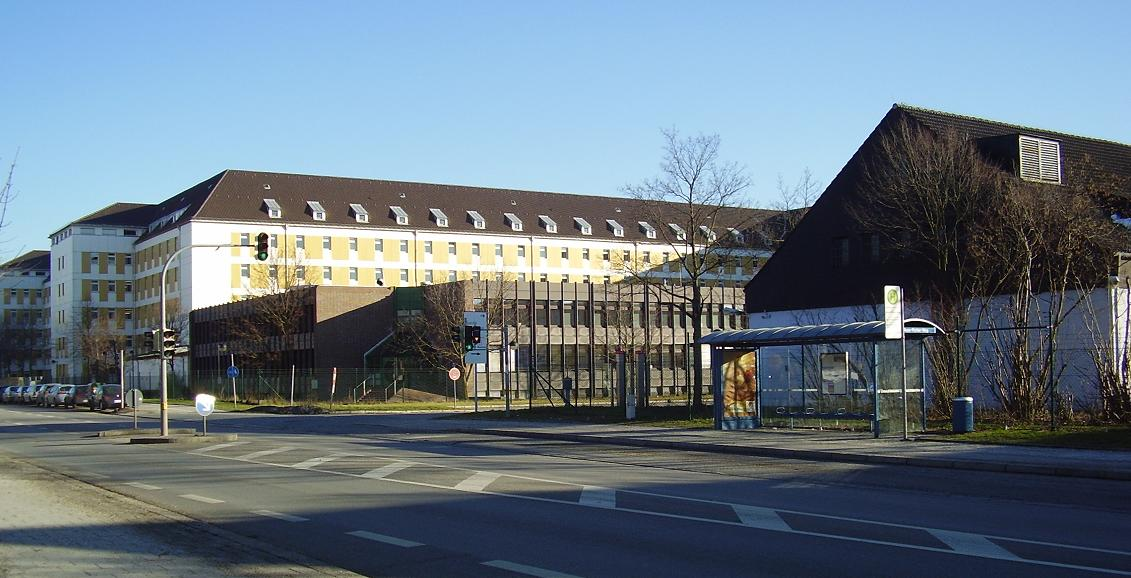
Sanitätsakademie der Bundeswehr, München
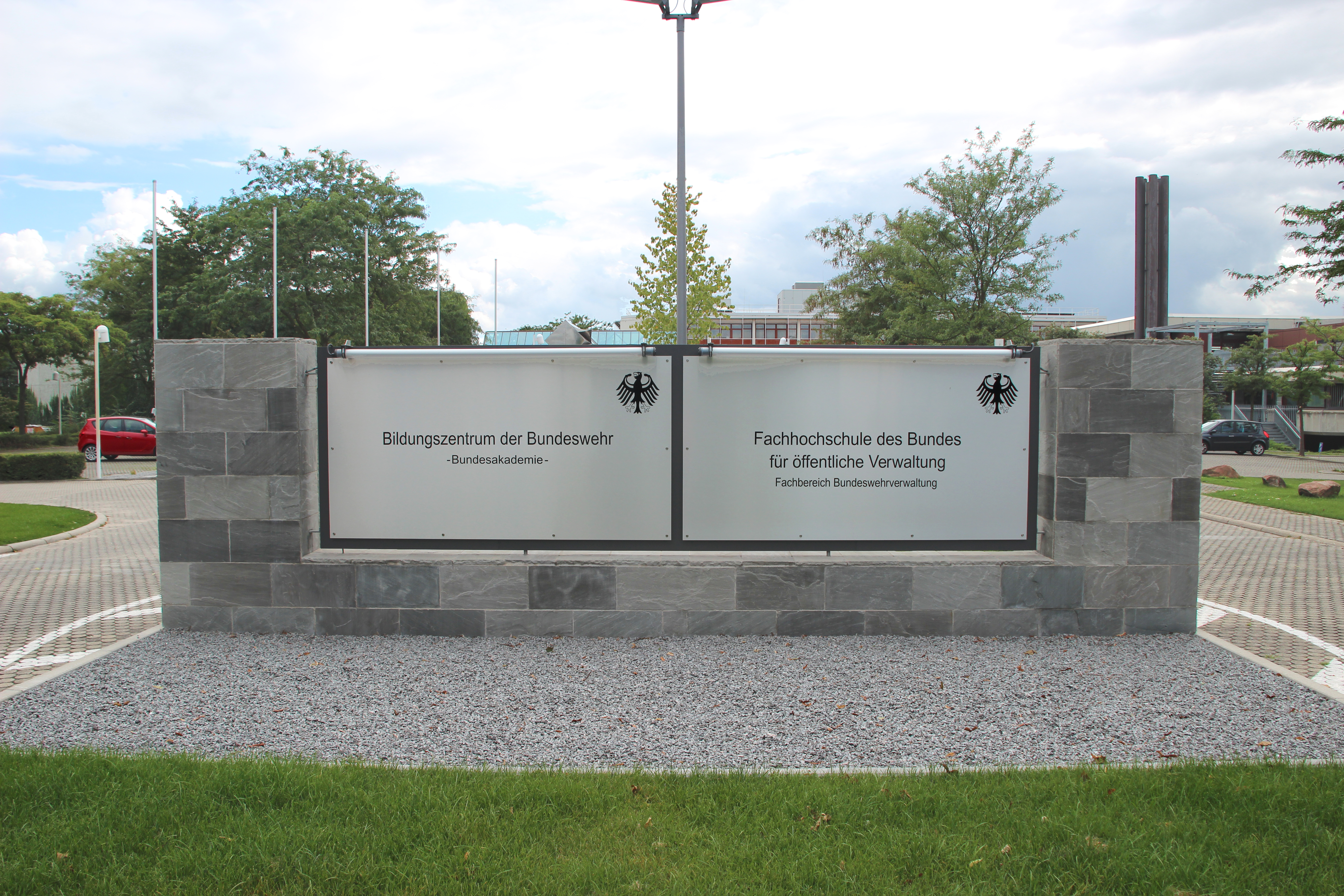
Bildungszentrum der Bundeswehr, Mannheim

Nachdem im Jahr 1956 in Mannheim eine Bundeswehrverwaltungsschule errichtet worden war, wurde im Jahr 1961 die Akademie für Wehrverwaltung und Wehrtechnik gegründet. Im Jahr 1974 folgte die Umbenennung in Bundesakademie für Wehrverwaltung und Wehrtechnik. Im Zuge der Neuausrichtung der Bundeswehr ging sie Ende 2012 im neu gegründeten Bildungszentrum der Bundeswehr auf.
Militärfachlich werden Offiziersanwärter an sogenannten Offizierschulen ausgebildet; anders als in anderen Ländern gibt es damit in Deutschland keine mit dem französischen Saint Cyr oder dem amerikanischen West Point vergleichbare, auf grundständige Abschlüsse ausgerichtete Militärakademien.

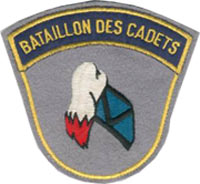
Uniformspiegel (Ecusson) Bataillon Cadets
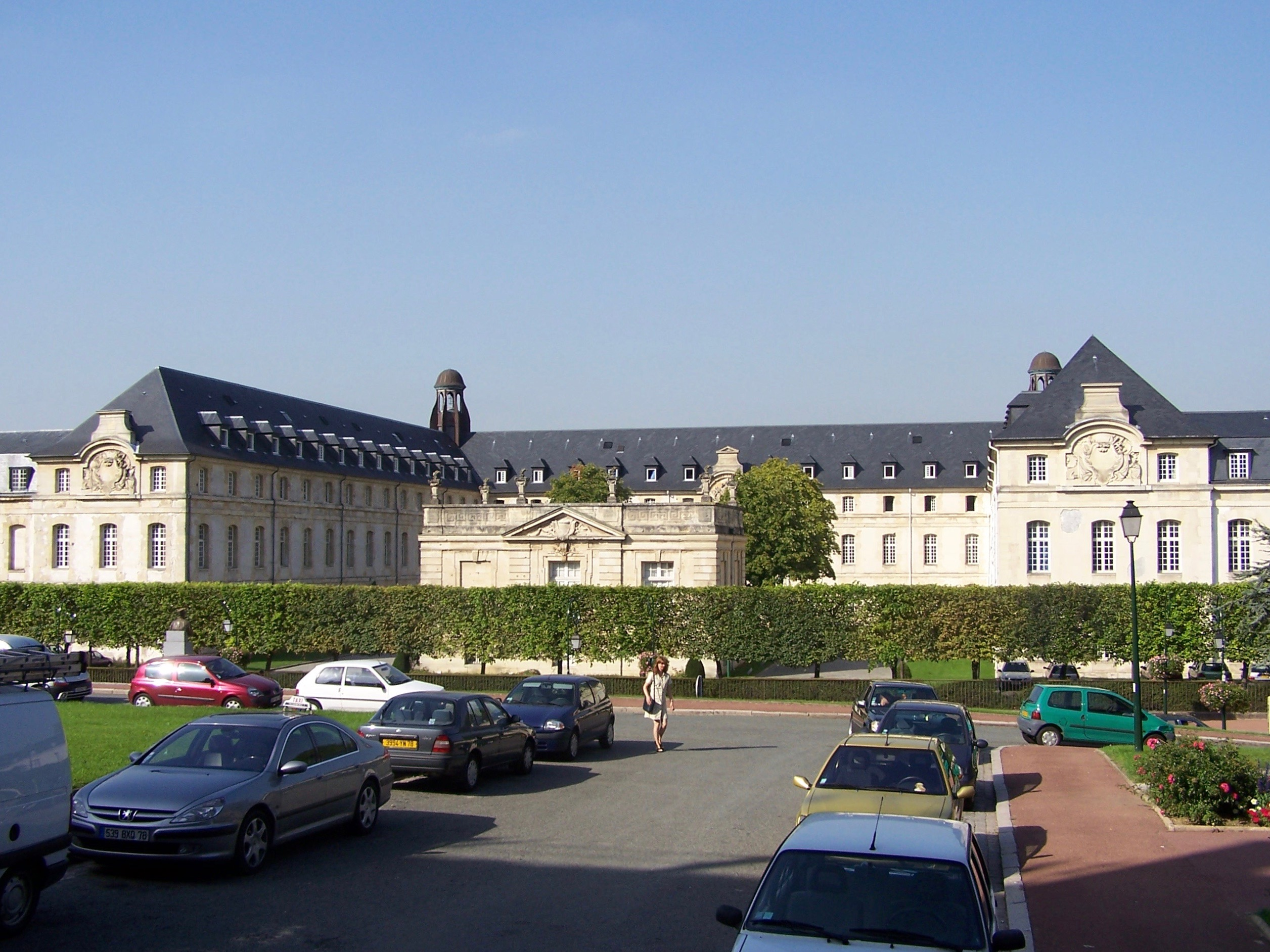
Gebäude in Saint-Cyr-l’École, Standort der Militärschule seit 1808
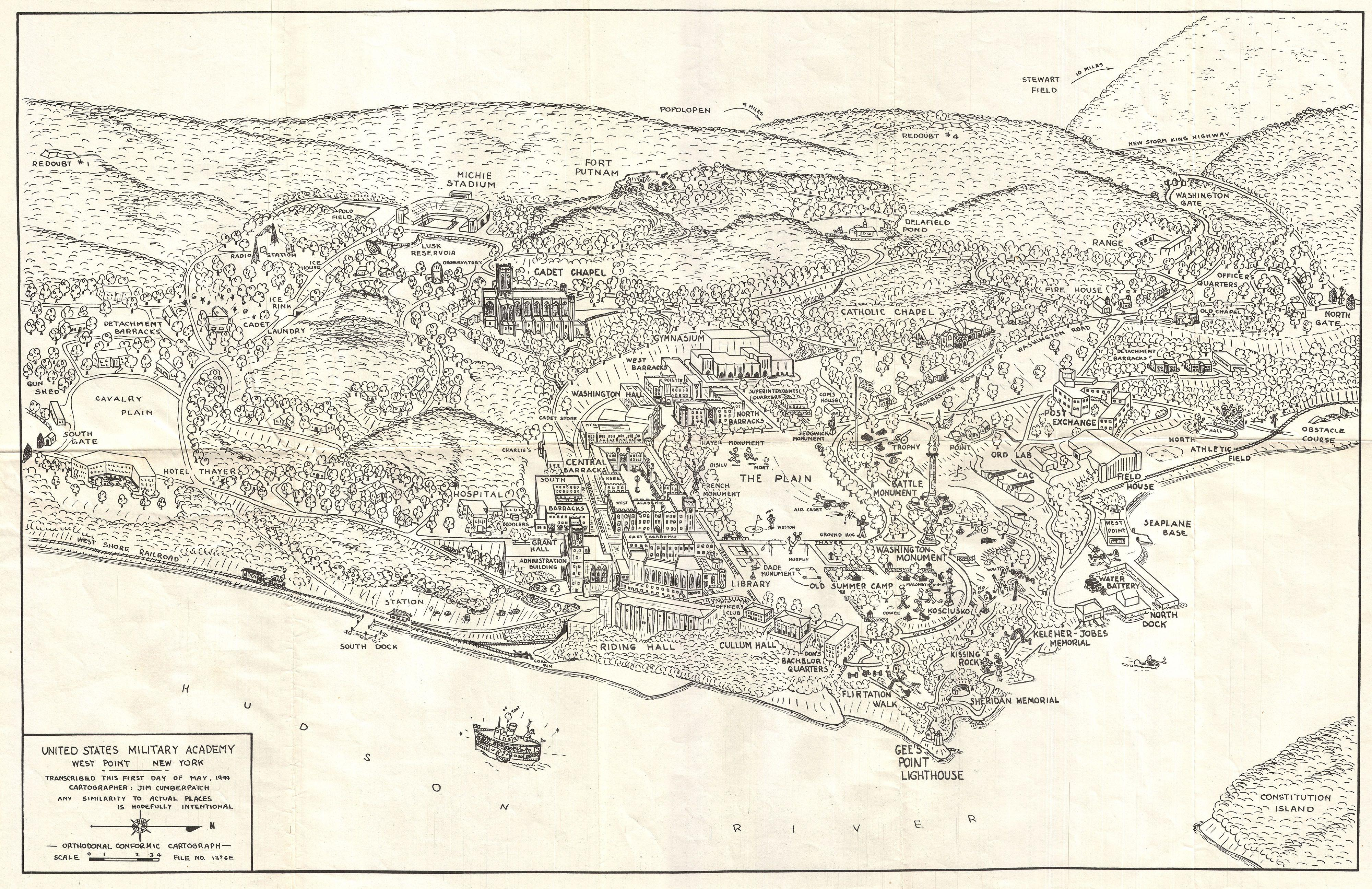
U.S. Militärakademie West Point, New York, Geographicus – 1944
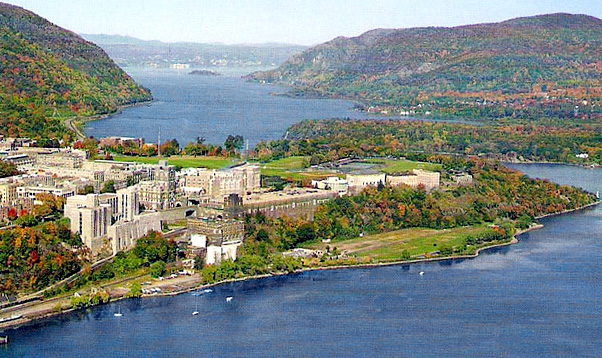
United States Military Academy, West Point, N. Y., Luftaufnahme

#### Entwicklungen in der Warschauer Vertragsorganisation
Die Militärakademien der Sowjetunion waren die höchsten Lehreinrichtungen der Streitkräfte der UdSSR und Zentren der militärwissenschaftlichen Forschung der UdSSR, deren Tradition durch die heutigen Militärakademien der Russischen Föderation fortgesetzt wird.
Ihr Profil sowie die Lehr- und Forschungstätigkeit wurde nach dem Zweiten Weltkrieg an die entsprechenden Anforderungen, die sich aus der militärpolitischen und wissenschaftlich-technischen Entwicklung ergaben, angepasst.
Mit Schaffung der Warschauer Vertragsorganisation (1955–1990) erwarben auch zahlreiche Offiziere der verbündeten Streitkräfte das Hochschul-Diplom an sowjetischen Militärakademien der Teilstreitkräfte, Waffengattungen, Spezialtruppen und Dienste.
Eine Fakultät der Militärakademie des Generalstabes der Streitkräfte der UdSSR „K. J. Woroschilow“ war für das Studium und die Lehrgänge von Offiziershörern aus dem Ausland vorgesehen.

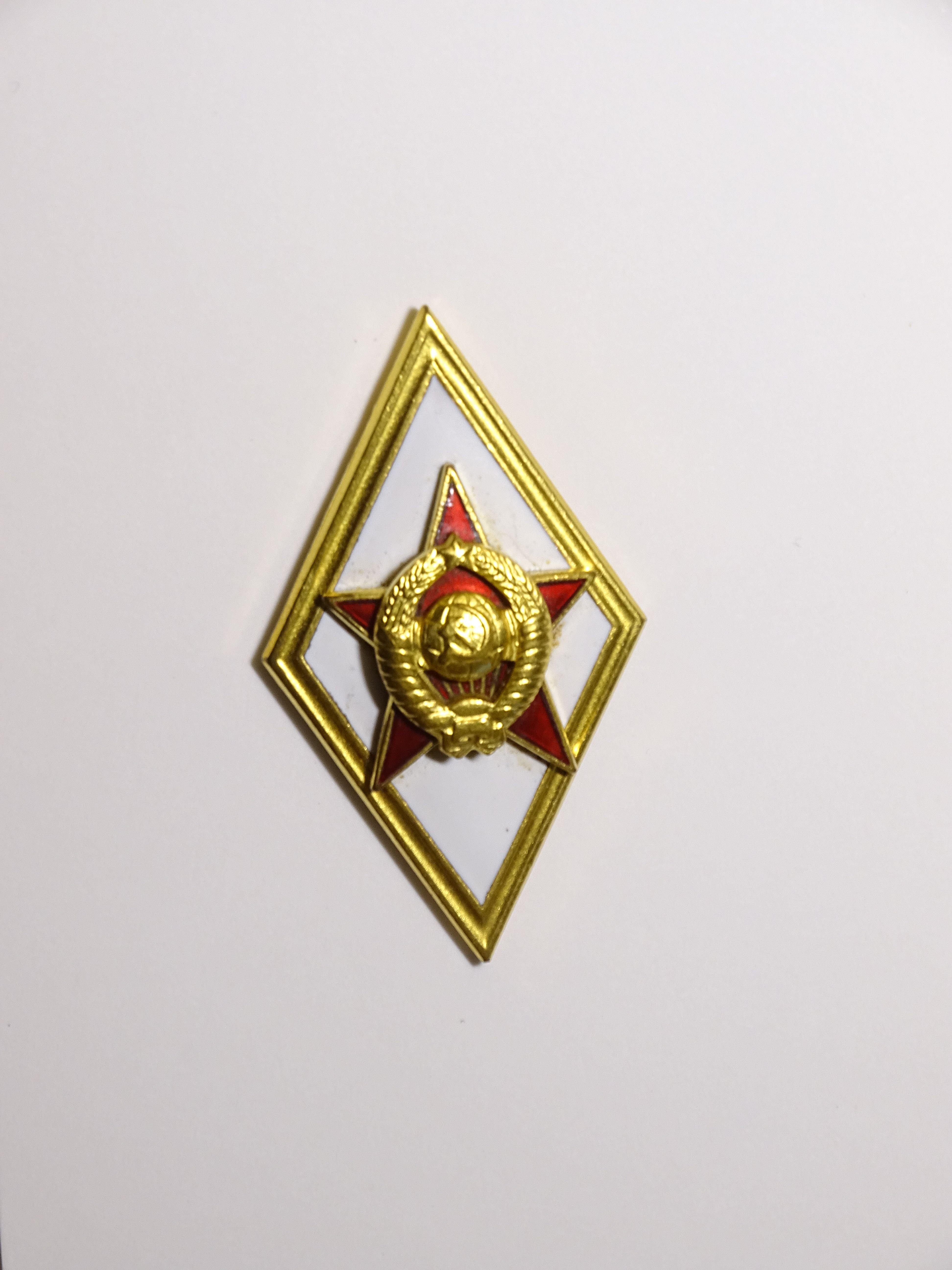
Absolventenabzeichen der Militärakademie des Generalstabes der UdSSR
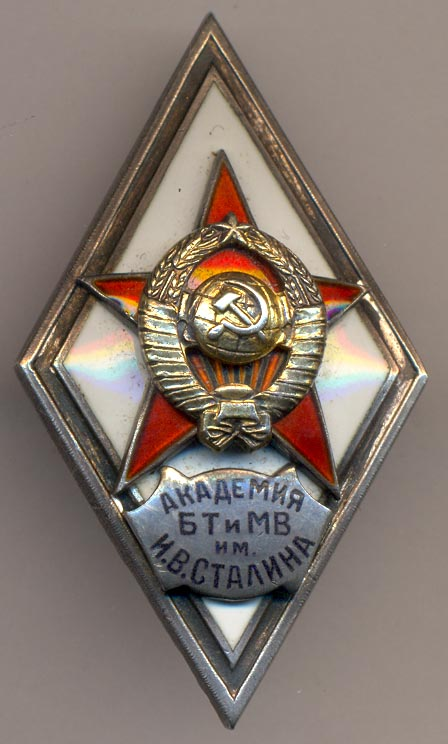
Absolventenabzeichen Militärakademie der Panzer- und Mechanisierten Truppen
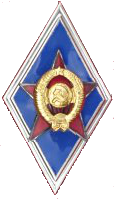
Absolventenabzeichen der Offiziershochschule oder militärischen Fakultät Zivilhochschule

Die sowjetischen Akademien unterstützten den Auf- und Ausbau von Militärakademien und ähnlichen höheren militärischen Bildungseinrichtungen in anderen Bündnisstaaten.

### Militärakademische Ausbildung der DDR – 1949 bis 1990
Im Jahr 1952 nahm die Höhere Offiziersschule des Ministeriums des Innern (MdI) der DDR in Dresden ihre Tätigkeit auf. Bereits im Folgejahr wurde sie zur Hochschule der Kasernierten Volkspolizei (KVP) umgewandelt. Nach Schaffung der Nationalen Volksarmee (NVA) im Jahr 1956 entstand, noch ohne akademischen Anspruch, die Hochschule der NVA in Dresden.
Die Militärakademie „Friedrich Engels“ (MAFE) der Nationalen Volksarmee der DDR in Dresden war im Jahr 1959 die als erste gegründete militärische Hochschuleinrichtung der DDR und zugleich die höchste militärische Lehr- und Forschungsinstitution sowie das Zentrum der militärwissenschaftlichen Forschung in der DDR.
Die Militärakademie der NVA der DDR war aufgrund ihrer inneren Struktur ein Unikat unter den Militärakademien der Warschauer Vertragsstaaten, weil sämtliche Teilstreitkräfte der NVA mit ihren Waffengattungen, Spezialtruppen, Kräften, Gattungen, und Diensten und die Grenztruppen der DDR unter einem akademischen Dach gebündelt waren.
Eine Besonderheit für deutsche Hochschulen war der Gebrauch der Wissenschaftsdisziplin Militärwissenschaft als kompaktes theoretisches, methodologisches und organisatorisches Wissenschaftsgebäude. Darüber hinaus waren die (Sozial-)Gesellschafts- und Technikwissenschaften vertreten.
Die Militärakademie hatte das Recht an Absolventen und Aspiranten akademische Grade zu verleihen: Diplom-Militärwissenschaftler, Diplom-Ingenieur, Diplom-Gesellschaftswissenschaftler, Diplomlehrer, Doktor eines Wissenschaftszweiges und Doktor der Wissenschaften.

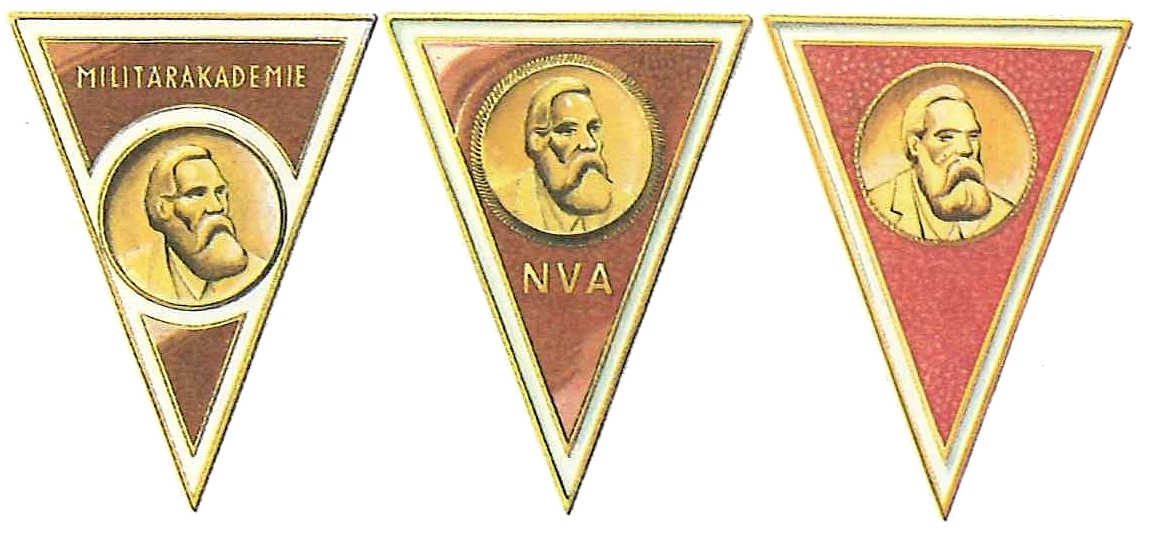
Absolventenabzeichen der Militärakademie „Friedr. Engels“, Folge der drei Ausführungen
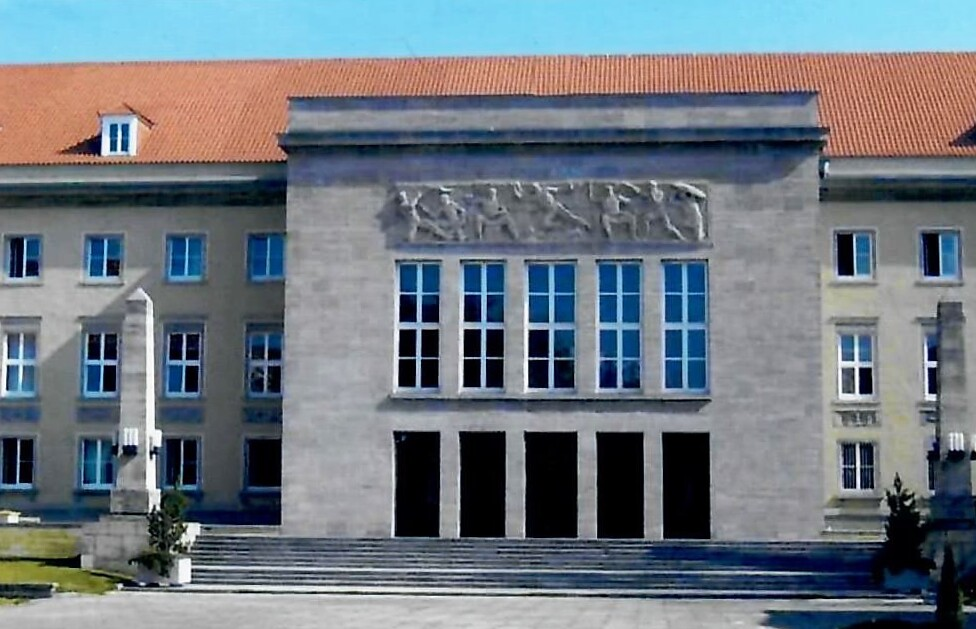
Hauptgebäude der ehem. Militärakademie, Dresden-Strehlen, August-Bebel-Straße
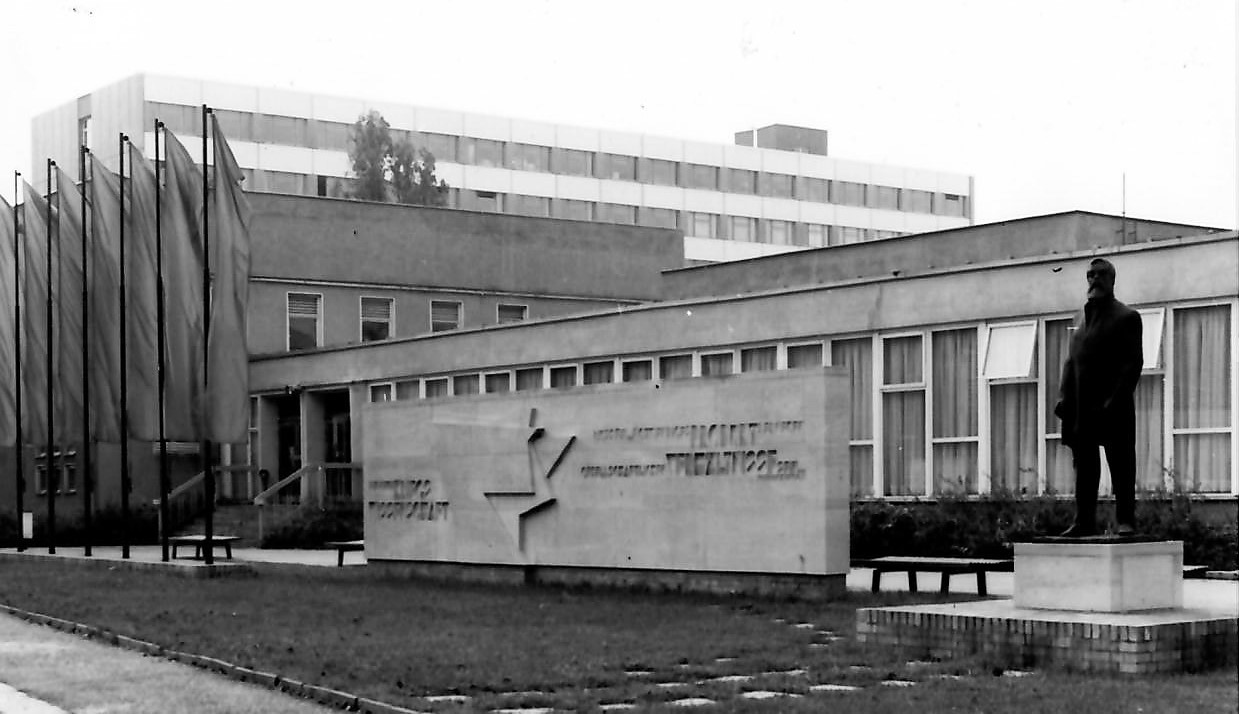
Lehrgebäude LA-1 bis 3, mit „Kino im Kasten“, davor neu platziertes Engels-Denkmal, 1988.

Die im Jahr 1952 in Klietz gegründete Schule der Verwaltung Aufklärung des Ministeriums für Nationale Verteidigung der DDR wurde 1979 zum Militärwissenschaftlichen Institut (MWI) der NVA umgewandelt und erhielt das Recht, wie eine Fakultät der Militärakademie den akademischen Grad Diplom-Militärwissenschaftler zu verleihen.
Die Militärmedizinische Sektion an der Universität Greifswald (MMS, 1955 bis 1990) in Greifswald diente der universitären Ausbildung von Sanitätsoffizieren im medizinischen, zahnmedizinischen und pharmazeutischen Bereich. Die Sektion hatte ab dem Jahr 1970 den Status einer Fakultät der Universität Greifswald und bestand administrativ parallel zur medizinischen Fakultät der Universität. Sie besaß das Recht zur Promotion A und zur Promotion B. Neben der Qualifizierung von Diplommedizinern, Diplomstomatologen und Diplompharmazeuten wurden militärmedizinische Forschungsprojekte bearbeitet.
Die Militärmedizinische Akademie (MMA) der NVA der DDR in Bad Saarow war eine Ausbildungs- und Forschungseinrichtung mit Hochschulcharakter. Sie entstand 1981 aus dem Zentralen Lazarett der NVA Bad Saarow und verfügte über ein Klinikum mit 25 Kliniken, Instituten und Abteilungen für alle relevanten medizinischen Fachrichtungen.

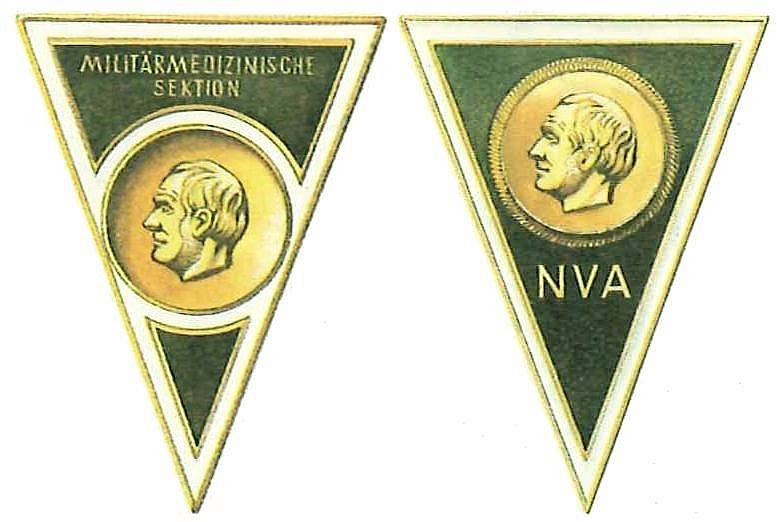
Absolventenabzeichen der Militärmedizinischen Fakultät Greifswald
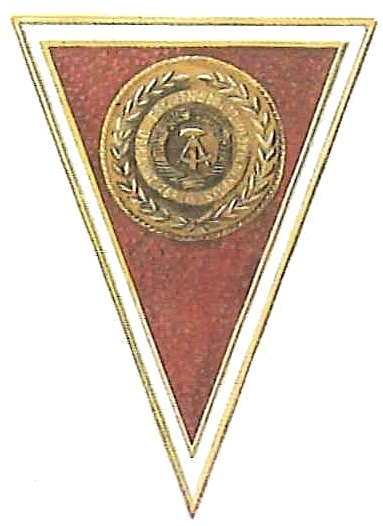
Absolventenabzeichen Diplom-Mediziner anderer Hochschulen

Die Militärpolitische Hochschule „Wilhelm Pieck“ (MPHS) in Berlin-Grünau wurde im Jahr 1968 gegründet und erhielt im Jahr 1970 den Hochschulstatus. Sie war die höchste militärische Lehreinrichtung für Politoffiziere der NVA und anderer bewaffneter Organe der DDR. Die MPHS hatte das Recht, Diplome und den akademischen Grad eines Doktors eines Wissenschaftszweiges sowie des Doktors der Wissenschaften zu verleihen.

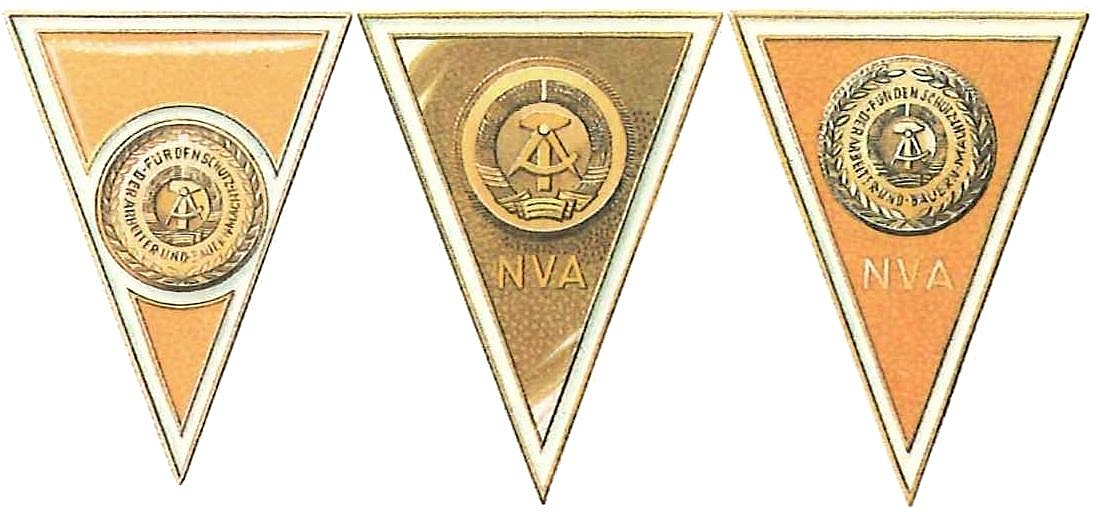
Absolventenabzeichen für Offiziere der NVA mit Diplom an einer zivilen Hochschule oder Univ.
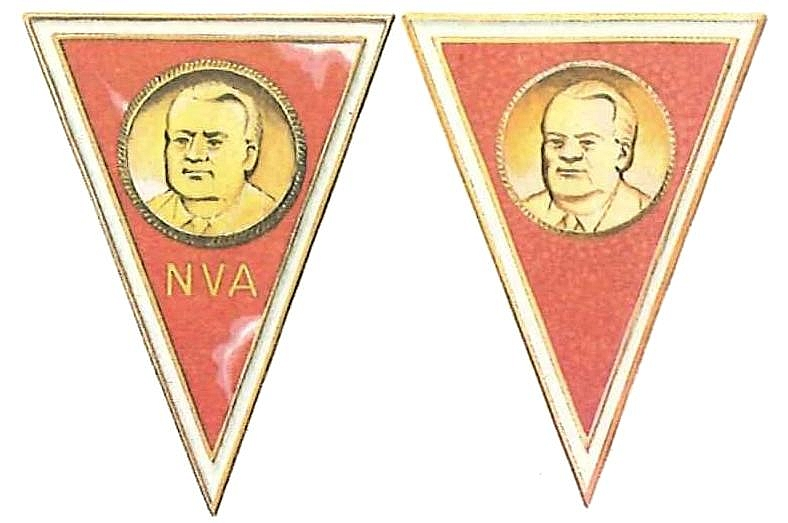
Absolventenabzeichen der Militärpolitischen HS „Wilhelm Pieck“, Berlin-Grünau
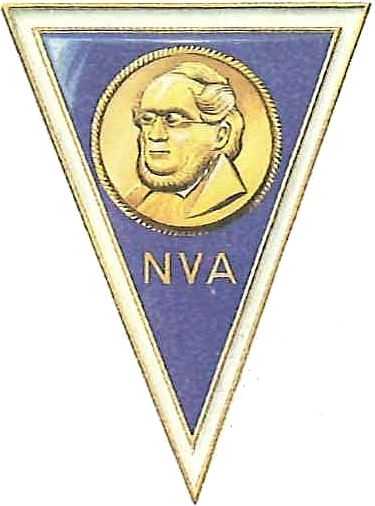
Absolventenabzeichen der Sektion MTW an der HS für Verkehrswesen „Friedrich List“, Dresden
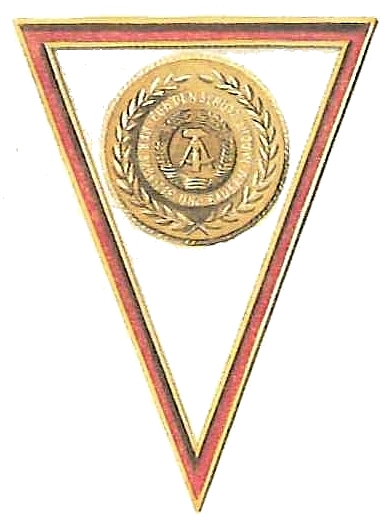
Absolventenabzeichen der Offiziershochschulen (HS oder Univ.)

Im Jahr 1971 wurde die Sektion Militärisches Transport- und Nachrichtenwesen (MTW) an der Hochschule für Verkehrswesen „Friedrich List“ in Dresden mit der akademischen Diplomausbildung und postgradualen Weiterbildung in den Spezialverwendungen beauftragt.
Im Jahr 1971 erhielten die Offiziersschulen der bewaffneten Organe der DDR den Hochschulstatus als militärische Lehreinrichtungen zur Heranbildung von Offizieren.
Die Offiziershochschulen (OHS) der Teilstreitkräfte der NVA und der Grenztruppen der DDR dienten der Heranbildung zum Offizier im Dienstverhältnis Berufssoldat oder Offizier auf Zeit. Die Studenten waren Offiziersschüler (OS) und trugen die entsprechenden OS-Dienstgrade. Neben Bürgern der DDR stand diese Ausbildung auch Bürgern anderer Staaten offen.
Die Absolventen wurden nach Abschluss der Ausbildung zum ersten Offiziersdienstgrad ernannt und durften die Berufsbezeichnungen „Hochschulingenieur“ oder „Hochschulökonom“ führen. Das Diplomrecht wurde den Offiziershochschulen im Jahr 1982 übertragen.

## Bestehende Militärakademien, gegliedert nach Kontinenten

### Kontinent Europa

#### Deutschland – Bundeswehr

Wappen FüAk der Bundeswehr

Die Führungsakademie der Bundeswehr bildet keine Anwärter aus, sondern dort erfolgt in erster Linie die Generalstabsausbildung für Spitzendienstposten als Führungsgehilfen und zukünftige Truppenführer der Bundeswehr, seit 1970 auch die Weiterbildung zum Stabsoffizier.
Die „zivil akademische Ausbildung mit Hochschulabschluss für alle Soldaten“ bleibt davon getrennt und wird an den zivil strukturierten Universitäten der Bundeswehr durchgeführt. Die erreichten akademischen Grade sind den akademischen Graden der Landesuniversitäten gleichgestellt, das Studium erfolgt nach den Landeshochschulgesetzen der Standortländer (Freistaat Bayern, Freie und Hansestadt Hamburg). Für medizinische Studiengänge werden die betreffenden Soldaten an zivile Universitäten abgeordnet, gleichfalls gibt es Offiziersanwärter mit akademischen Abschlüssen vor Eintritt in die Streitkräfte.
Militärfachlich werden Offiziersanwärter an sogenannten Offiziersschulen ausgebildet; anders als in anderen Ländern gibt es damit in Deutschland keine mit dem französischen Saint-Cyr oder dem amerikanischen West Point vergleichbare auf grundständige Abschlüsse ausgerichtete Militärakademien.
Akademisch orientierte Hochschulen der Bundeswehr
- Universität der Bundeswehr München (UniBwM)
- Helmut-Schmidt-Universität/Universität der Bundeswehr Hamburg (HSU/UniBw H)

Militärfachliche Akademien der Bundeswehr (ohne akademische Abschlüsse im engeren Sinne)
- Führungsakademie der Bundeswehr (FüAkBw)
- Offizierschule des Heeres (OSH)
- Offizierschule der Luftwaffe (OSLw)
- Marineschule Mürwik (MSM)
- Sanitätsakademie der Bundeswehr (SanAkBw)

#### Russland
Die heutigen Militärakademien der Russischen Föderation (RF) setzen die Traditionen der Militärakademien der Sowjetunion (UdSSR) fort. Sie sind die höchsten Lehreinrichtungen der Streitkräfte Russlands und Zentren der (militär-)wissenschaftlichen Forschung.
Dazu gehören:

Wappen der Militärakademie des Generalstabes der Streitkräfte der RF

- die Generalstabsakademie und weitere Akademien: Wappen der Militärakademie des Generalstabes der Streitkräfte der RF
  - Militärakademie des Generalstabes der Streitkräfte der RF(ehemals Militärakademie des Generalstabes der Streitkräfte der UdSSR „K.J. Woroschilow“)
  - Militärpolitische Lenin-Akademie
- Beispiele für die Teilstreitkräfte
  - Allgemeine Militärakademie der Streitkräfte der RF (ehemals Militärakademie „M.W. Frunse“)
  - Schukow-Militärakademie für Kommandeure der Luftverteidigung
  - Militärakademie der Luftstreitkräfte „J. A. Gagarin“
  - Seekriegsakademie N. G. Kusnezow
- Beispiele für Waffengattungen
  - Militärakademie der Panzertruppen „Marschall der Sowjetunion R.J. Malinowski“
  - Kuibyschew-Militärakademie für Pioniertruppen
- Beispiele für die Gattungen:
  - Militärakademie für Ingenieure der Luftstreitkräfte „Prof. N. J. Schukowski“
  - Militärakademie für funktechnische Ingenieure der Luftverteidigung, L.A. Goworow
- Beispiele für die Spezialtruppen
  - Kuibyschew-Militärakademie für Pioniertruppen
- Beispiele für die Dienste
  - Militärmedizinische Akademie S. M. Kirow

#### Andere europäische Staaten
- Belgien Gebäude der ehem. Militärschule in Saint-Cyr-l’École FR

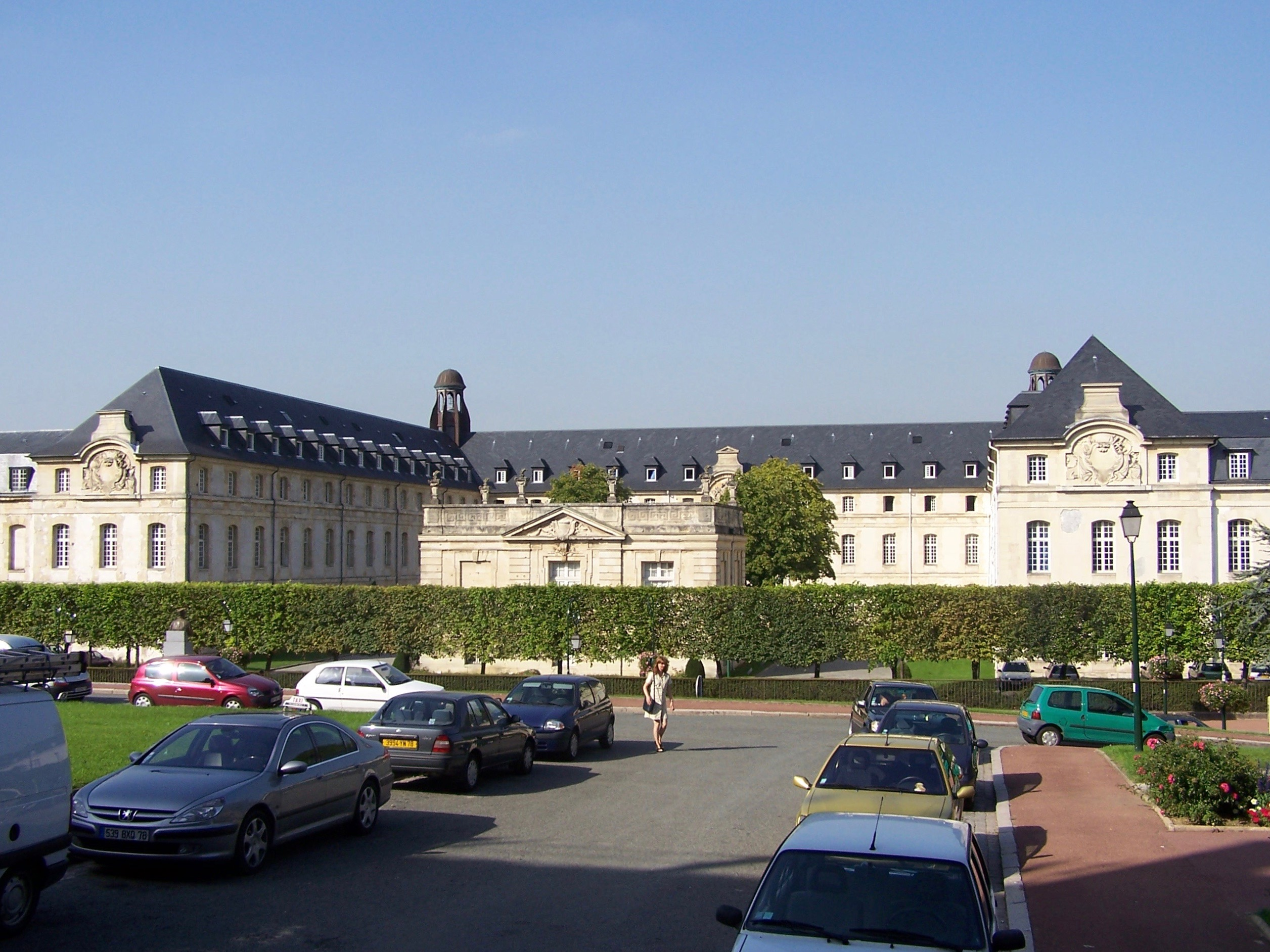
Gebäude der ehem. Militärschule in Saint-Cyr-l’École FR

  - Königliche Militärakademie (Brüssel)
- Frankreich
  - Militärschule Saint-Cyr
  - École Spéciale Militaire de Saint-Cyr (FR)

- Großbritannien
  - Royal Military Academy Sandhurst
- Italien

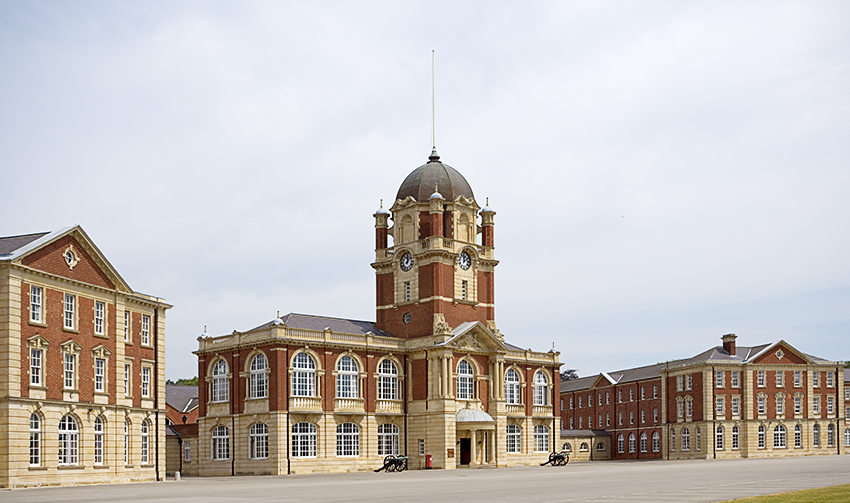
Royal Military Academy Sandhurst UK

  - Centro Alti Studi per la Difesa in Rom
  - Accademia Militare di Modena
- Kosovo
  - Qendra Për Studime Universitare
- Niederlande
  - Nederlandse Defensie Academie
- Norwegen
  - Krigsskolen
- Österreich
  - Landesverteidigungsakademie in Wien
  - Theresianische Militärakademie in Wiener Neustadt
  - Heeresunteroffiziersakademie in Enns
- Polen
  - Akademie der Kriegskunst in Warschau
  - Wojskowa Akademia Techniczna im. Jarosława Dąbrowskiego w Warszawie (Technische Militärakademie) in Warschau
  - Akademia Marynarki Wojennej (Seekriegsakademie) in Danzig
- Rumänien
  - Technische Militärakademie Bukarest
- Schweiz
  - Militärakademie
- Serbien
  - Militärakademie Belgrad
- Slowakei
  - Militärakademie Liptovký Mikuláš
- Ungarn
  - Militärakademie Budapest – Ludoviceum

### Außereuropäische Kontinente

#### USA

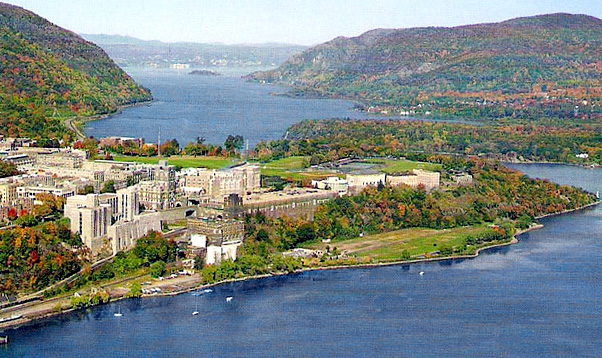
United States Military Academy in Westpoint

In den USA werden Offiziere an Militärakademien der Streitkräfte ausgebildet. Die Offizieranwärter in diesen Akademien sind aktive Soldaten und müssen nach dem Abschluss fünf Jahre aktiven Dienst in den Streitkräften leisten. Ausgenommen hiervon ist die United States Merchant Marine Academy. Sie gehört nicht zu den Streitkräften, die Absolventen sind aber Reserveoffizieranwärter der US Marine und verpflichtet acht Jahre als Reserveoffizier in der United States Navy Reserve zu dienen.
- United States Military Academy
- United States Naval Academy
- United States Air Force Academy
- United States Coast Guard Academy
- United States Merchant Marine Academy

Als Senior Military College wird in den USA eine Hochschule oder Universität bezeichnet, welche einen besonderen gesetzlich geregelten Status im Rahmen der Offizierausbildung hat. Neben zivilen Colleges und den Military Junior Colleges (MJC) sind sie die dritte Form von Hochschulen für das Reserve Officer Training Corps (ROTC), einem Ausbildungsprogramm für Offiziere der US-Streitkräfte. Die Senior Military Colleges unterhalten ein Kadettenkorps, in dem alle Offizieranwärter des ROTC militärische organisiert sind, militärisch ausgebildet werden und den Regeln militärischen Disziplin unterliegen. Sie bilden nach den Standards der Militärakademien aus.
Folgende sechs Colleges haben diesen Status:
- University of North Georgia, Dahlonega, Georgia
- Norwich University, Northfield, Vermont
- Texas A&M University, College Station, Texas
- The Citadel, Charleston, South Carolina
- Virginia Military Institute, Lexington, Virginia
- Virginia Polytechnic Institute and State University (Virginia Tech), Blacksburg, Virginia

#### Afrika
- Liberia:
  - Arthur Tubman Military Academy
- Südafrika:
  - South African Military Academy[24]

#### Asien
- Japan:
  - Heereshochschule (Japan)
  - Marinehochschule (Japan)
- Thailand: Chulachomklao-Militärakademie

#### Australien
- Royal Military College Duntroon